# Patrimoine de Trois-Rivières

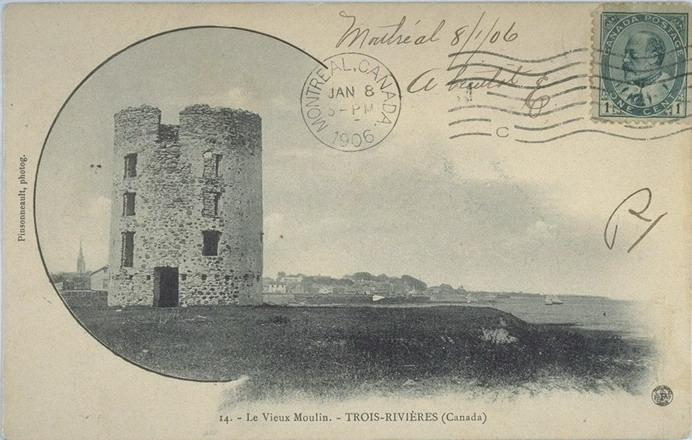
Le moulin à vent de Trois-Rivières, photographié par P.-F. Pinsonneault à son emplacement d'origine en 1906.

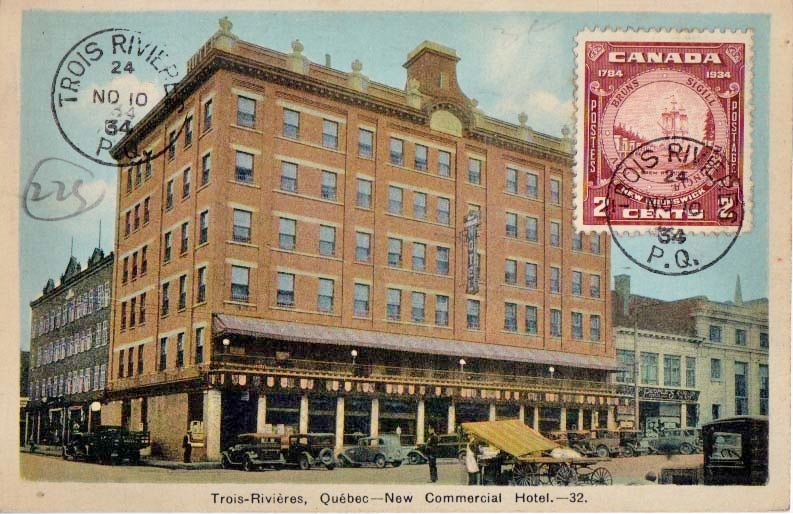
Hôtel Saint-Maurice, Postal Card, Trois-Rivières, P.Q. (recto). 2c Sceau du Nouveau-Brunswick 1934 Trois-Rivières, P.Q. PPC (Trois-Rivières, Québec - New Commercial Hotel. - 32.) à Albert, France. Vue dégagée côté.

Le patrimoine historique et culturel de Trois-Rivières recouvre les biens, matériels ou immatériels, ayant une importance artistique et/ou historique.
L'Unesco mentionne que le patrimoine est « l’héritage du passé dont nous profitons aujourd’hui et que nous transmettons aux générations à venir ». Cet héritage est composé des endroits, des choses et des traditions qui sont identifiés par des organismes reconnus.
Trois-Rivières est une ville riche d'histoire et de culture et aussi l'une des Capitales culturelles du Canada de 2009. Ses quatre siècles d'histoire qui remontent à sa fondation le 4 juillet 1634 ainsi qu'à la première messe célébrée le 26 juillet 1615, ont légué un patrimoine important. La ville a célébré le 375e anniversaire de sa fondation en 2009.
Ses nombreuses églises, maisons d'enseignement, galeries d'art, salles de spectacles ajoutées aux monuments et plaques commémoratifs enrichissent son patrimoine culturel.
Malgré deux incendies majeurs soit celui du 17 au 23 mai 1752 qui a détruit plusieurs maisons, le monastère et la chapelle des Ursulines, et celui du 22 juin 1908 qui lui, a détruit le tiers de la ville, Trois-Rivières a su préserver et mettre en valeur son patrimoine.

## Lieux de culte

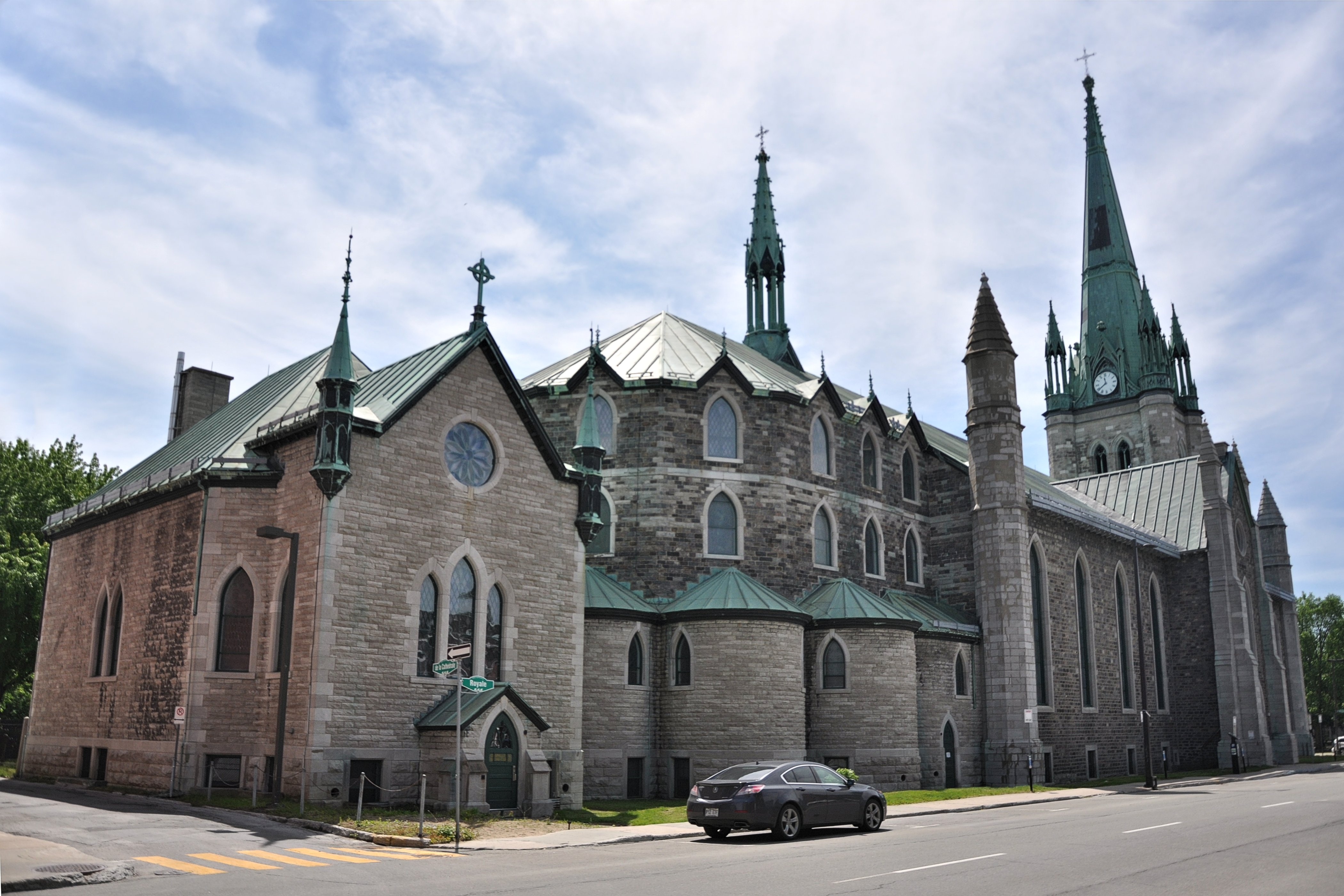
Cathédrale de l'Assomption de Trois-Rivières.

Siège diocésain du diocèse de Trois-Rivières, Trois-Rivières compte en plus de la cathédrale, douze paroisses catholiques. Une première mission est ouverte en 1634, l'église de Trois-Rivières fut élevée au niveau de paroisse en 1679 et au niveau de diocèse en 1852. À l'est de la ville se retrouve la basilique Notre-Dame-du-Cap, un important lieu de pèlerinage marial en Amérique du Nord.
La première messe aurait été dite le 26 juillet 1615. Il subsiste toujours trois lieux de culte datant de l'époque de la Nouvelle-France, soit la chapelle du monastère des Ursulines érigée à partir de 1714, le sanctuaire Notre-Dame-du-Cap érigé à partir de 1717, puis la chapelle conventuelle des Récollets érigée en 1753 et occupée aujourd'hui par les Anglicans sous le nom d'église Saint-James.
Plus de cinquante églises et autres lieux de cultes sont répartis sur le territoire trifluvien.
Depuis les fusions municipales de 2002, la basilique Notre-Dame-du-Cap et le sanctuaire Notre-Dame-du-Cap sont associés au nom de la ville de Trois-Rivières. Ce lieu de culte renommé attire les pèlerins de toute l'Amérique du Nord. C'est un édifice monumental de forme octogonale. Le haut de la croix que supporte le dôme s'élève à 78,5 mètres (258 pieds).
L'église anglicane de Trois-Rivières, l'église Saint-James est classée site historique par le ministère des Affaires Culturelles du Québec. Cette chapelle fut construite par les Récollets pendant la période coloniale de la Nouvelle-France, elle est l'une des rares traces du passage de cette communauté religieuse en Amérique du Nord.

## Monuments aux personnes

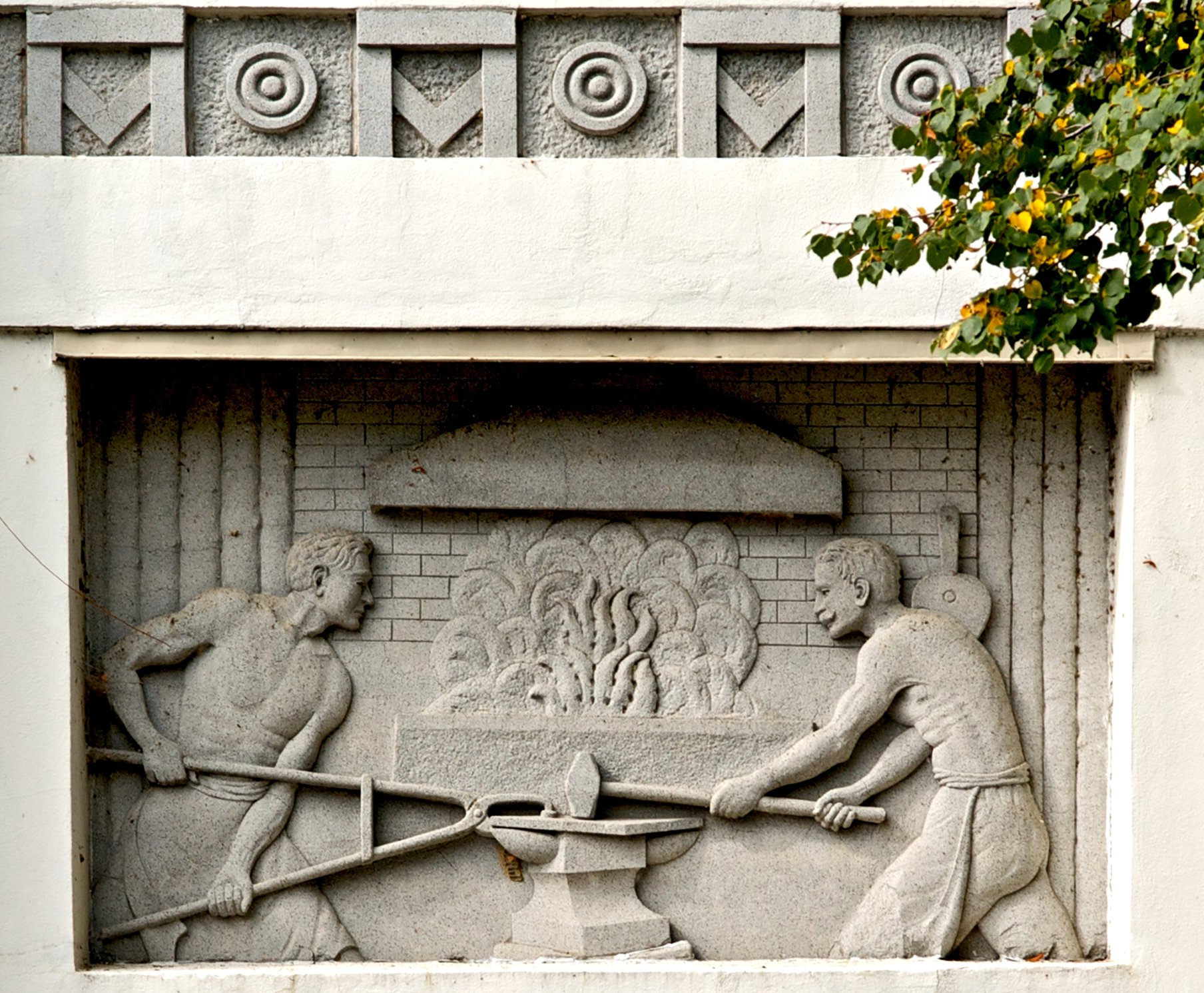
Porte Pacifique Du Plessis.

Les points de repères historiques encore visibles aujourd'hui incluent le monastère des Ursulines et les forges du Saint-Maurice. La vieille prison de Trois-Rivières, construite en 1822 est classée monument historique depuis 1978 et peut être visitée.
L'arc de triomphe du frère Pacifique Du Plessis, le plus gros monument historique de Trois-Rivières, marque l'entrée principale du parc de l’Exposition à l'angle des boulevards des Forges et du Carmel. Le monument veut rappeler la mémoire du frère Pacifique Du Plessis, franciscain, décédé à Québec en 1619, qui fut le premier maître d’école au Canada (1616-1618) et qui enseigna surtout aux Amérindiens dans une cabane construite sur le Platon à Trois-Rivières.
Le mémorial des Fondateurs et pionniers de Cap-de-la-Madeleine est situé dans le parc du Moulin, près de l'angle des rues de la Madone et Loranger, face vers le sud, rue Notre-Dame Est. Il fut implanté par la Société d'histoire du Cap-de-la-Madeleine et Ville de Cap-de-la-Madeleine le 14 septembre 1952 à l'occasion du 300e anniversaire de la fondation de cette ville.
Le monument de Laviolette se trouve en face du 42-44, rue des Casernes. Il a été installé en 1934 à l'occasion du 300e anniversaire de la fondation de Trois-Rivières. Il comprend le buste du fondateur et plusieurs plaques. L'emplacement de l'actuel monument des Braves (voir les statues) était occupé auparavant par une statue de Laviolette. Ce monument avait été inauguré le 4 juillet 1884, à l'occasion du 250e anniversaire de Trois-Rivières. Le monument fut démoli en 1919, soit deux ans avant l'érection du monument des Braves.
Le mémorial des Bâtisseurs de Cap-de-la-Madeleine est situé à l'angle des rues Fusey et Duplessis, face à la rue Duplessis dans le secteur Cap-de-la-Madeleine. Le mémorial a été dévoilé le 20 septembre 2001 à l'occasion du 350e anniversaire de Cap-de-la-Madeleine.
Le monument de Lavérendrye et autres découvreurs trifluviens rend hommage à :

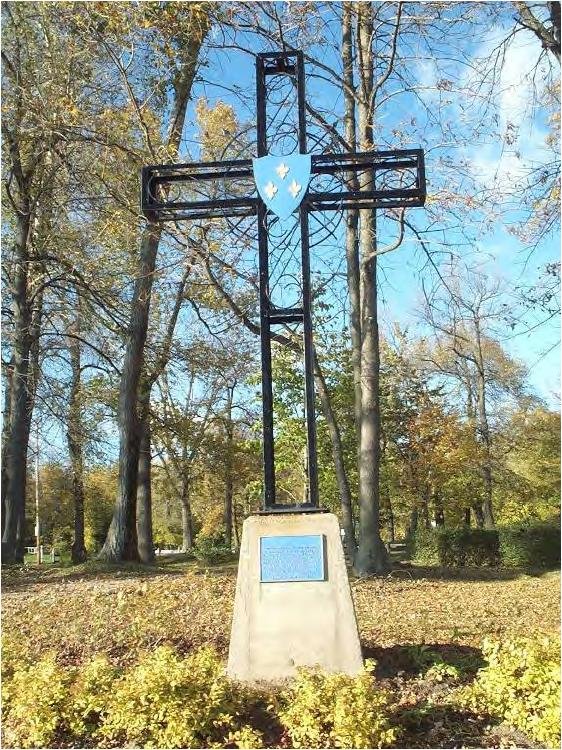
Croix de Jacques Cartier.

- Pierre Gaultier de Varennes et de La Vérendrye (1685-1749), fils de René Gaultier de Varennes (gouverneur de Trois-Rivières) et de Marie Boucher. Ses fils l'accompagnèrent dans ses voyages dans l'Ouest canadien.
- Jean Nicolet (1598-1642) découvrit le lac Michigan et ses alentours du côté du Wisconsin en 1634.
- Pierre Pépin (1652-1722) explora le Wisconsin et se rendit au Mississippi.
- Pierre-Esprit Radisson et son beau-frère Médard Chouart des Groseilliers découvrirent le lac Supérieur (1652-1664) et la baie d'Hudson (1682-1684). (Voir les plaques)
- Nicolas Perrot (1641-1717) découvrit le Mississippi et le centre-ouest des États-Unis.
- Christophe Dufrost de La Jemerais (1708-1736) était le neveu et le compagnon de voyage de Lavérendrye.

La stèle de Charles Ross Whitehead est situé dans le parc des Pins, près de l'angle des rues de Foye et Laviolette. Monsieur Whitehead est le fondateur de la Wabasso Cotton Company Limited en 1907 et fut président de la compagnie jusqu'à sa mort en février 1954.
Le cénotaphe funéraire de James Sinclair (1732 – 1821) est situé dans le cimetière Saint-James. Il a combattu aux côtés du général James Wolfe lors de la prise de Québec en 1759.
Le cénotaphe funéraire de Mathew Bell (1769 – 1849) se trouve dans le cimetière Saint-James. Cet homme d'affaires a été administrateur des Forges du Saint-Maurice entre 1793 et 1846.

## Monuments aux événements
La croix de Jacques Cartier est situé sur l'île Saint-Quentin. Il y est inscrit : « À quelques mètres d’ici, sur une pointe qui s’avançait dans le Saint-Laurent et qui fut depuis emportée par les flots, Jacques Cartier, le 7 octobre 1535, lors de son deuxième voyage en Nouvelle-France, après avoir jeté l’ancre de l'Émerillon à l’embouchure du Saint-Maurice, fit planter une croix ornée du blason du roi de France ».
Le Flambeau ou monument aux Héros de Trois-Rivières se trouve au centre de la place Pierre-Boucher sur la rue des Casernes au cœur de l'arrondissement historique. Il a été érigé en 1934 à l'occasion du 300e anniversaire de la fondation de Trois-Rivières en l'honneur des pionniers fondateurs de la ville.

## Monuments militaires
Le mémorial des Soldats du 81e Régiment d'infanterie britannique est situé dans le cimetière Saint-James. Il a été érigé sur l'emplacement de la fosse commune où ont été inhumés les soldats victimes de la tragédie de la rivière Saint-Maurice qui eut lieu le 11 août 1814. Ce mémorial est disparu depuis plusieurs années et il ne reste que le socle.
Le monument aux Braves, élevé en 1921, est situé sur la place Pierre-Boucher face au bureau de poste à l'angle des rues Notre-Dame Centre et des Casernes. Œuvre de Cœur-de-Lion McCarthy (dont le frère, officier dans le 14e Bataillon, a posé comme modèle), ce monument est dédié aux soldats morts au champ d'honneur pendant les deux Guerres mondiales et la Guerre de Corée.
Le canon de l'armée russe se trouve sur la place d'armes, rue des Ursulines. Il fut enlevé à l'armée du tsar lors de la campagne de Crimée (1854-1856) et remis à la ville par la Grande-Bretagne pour la remercier d'avoir participé à l'effort de guerre.

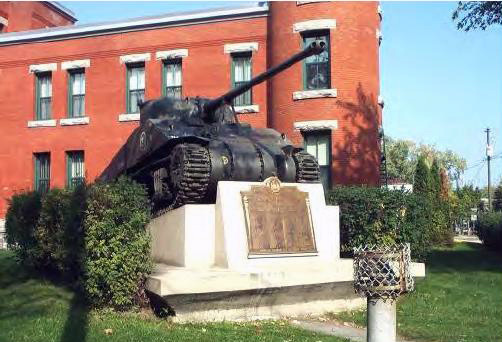
Char d'assaut de type M4 Sherman.
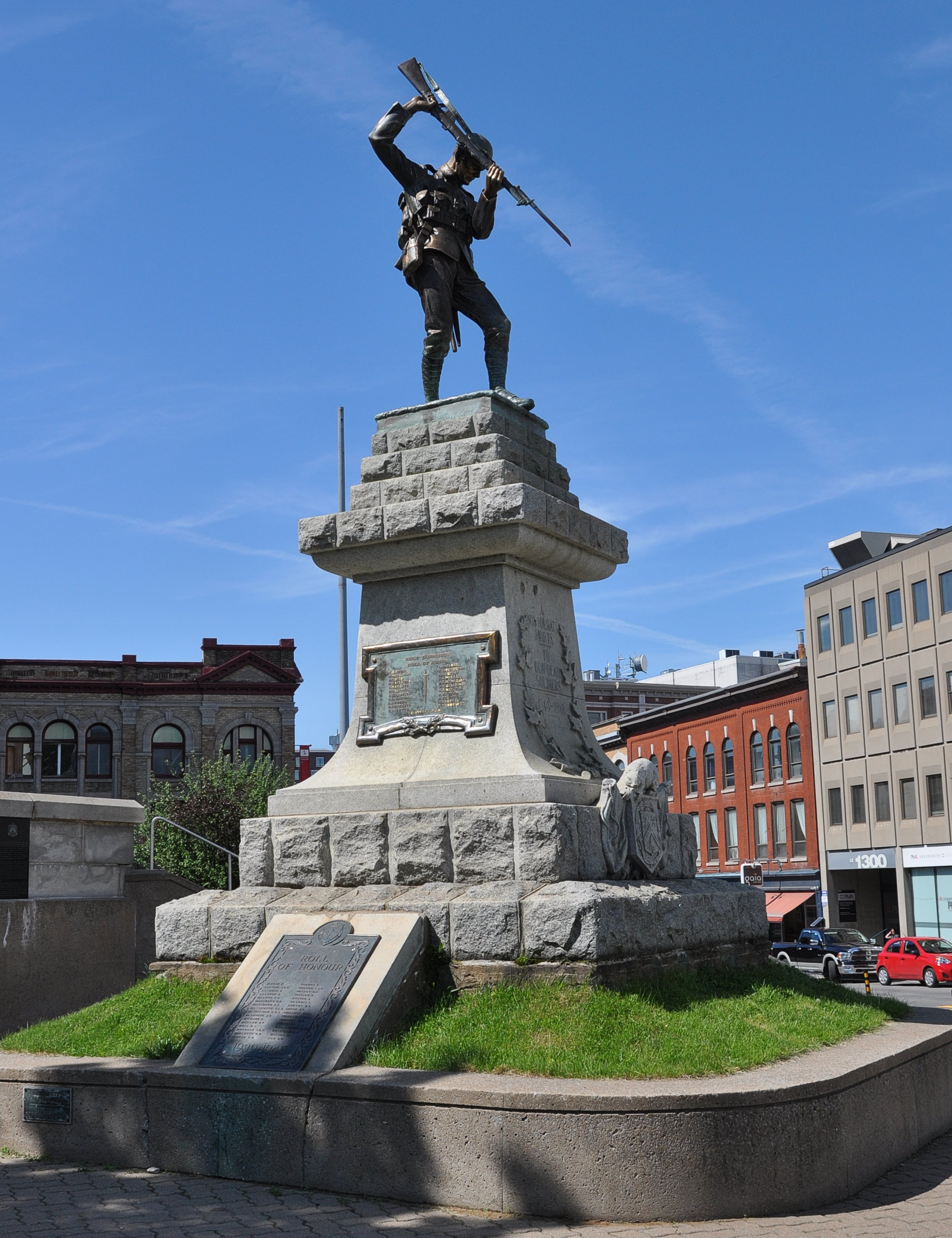
Monument aux Braves.
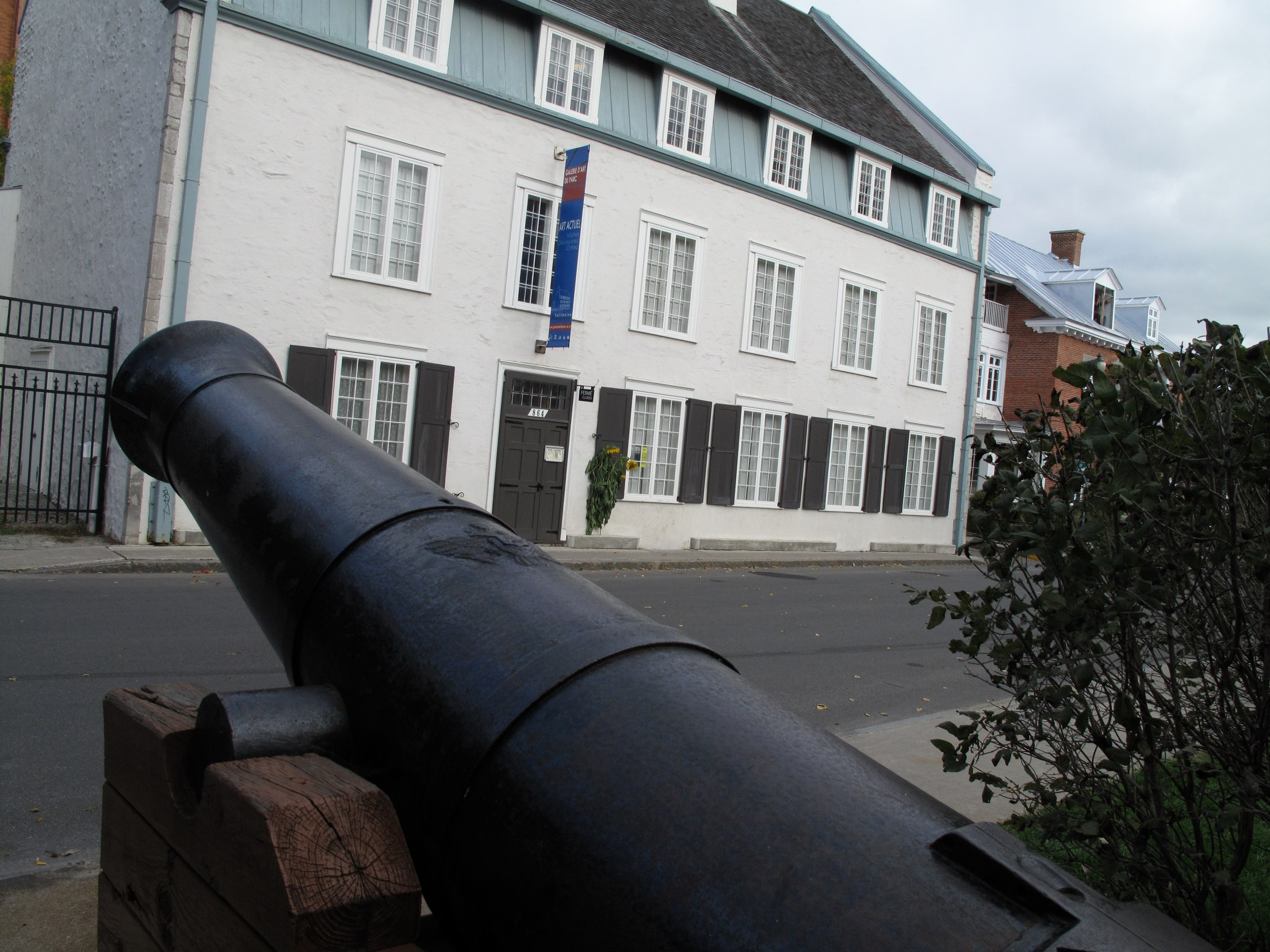
Canon de l'armée russe.

## Monuments religieux

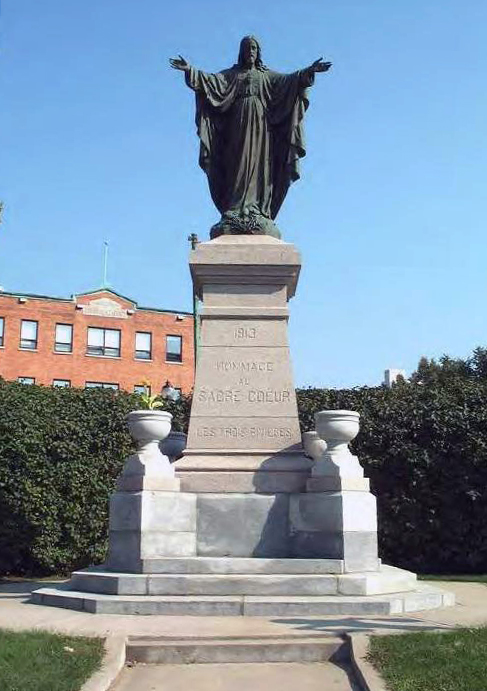
Sacré-Cœur.

La croix de l'Année sainte (1950) est située à l'angle des boulevards Laviolette et du Carmel, en face du pavillon Sainte-Marie du Centre hospitalier affilié universitaire régional de Trois-Rivières. Le monument érigé par les catholiques trifluviens répondait à la recommandation de l'évêque de Trois-Rivières, Mgr Georges-Léon Pelletier d'ériger une Croix de l'Année sainte dans les villes et paroisses de son diocèse. Le monument fut dévoilé par lui le 10 décembre 1950.
La couronne et statue Marie-Reine-du-Monde se trouve dans le rond-point des boulevards de la Commune et Gene-H.-Kruger et des rues Royale et Saint-Olivier. Sur une plaque, est inscrit : « Couronne érigée à l’occasion de l’année mariale 1954. Statue érigée lors du 350e anniversaire de Trois-Rivières et bénie par Sa Sainteté le pape Jean-Paul II à l’occasion de sa visite à Trois-Rivières et à Cap-de-la-Madeleine, le 10 septembre 1984 ».
La croix de Mission 1910 est située à l'intersection des rues Fusey et Saint-Laurent au Cap-de-la-Madeleine. Elle est l'œuvre du sculpteur français Edmé Bouchardon (1698-1762). Son Christ de fonte fut transporté par les paroissiens après une retraite de huit jours à l'occasion du 1er congrès de tempérance en 1910.
Le calvaire de Trois-Rivières-Ouest est situé au 7878, rue Notre-Dame Ouest (entre les rues Demontigny et Jacques-Ferron) dans le secteur de Trois-Rivières-Ouest. Ce calvaire construit en 1820 a été classé monument historique en 1983.
Le calvaire Raoul-Labonté est situé au 8220, boulevard des Forges. Il a été construit en 1911. Ce calvaire est répertorié au Patrimoine culturel du Québec.
Le Sacré-Cœur de Jésus se trouve à l'angle de la rue Notre-Dame Centre et de la rue des Casernes sur la place Pierre-Boucher (place du Flambeau). Le monument a été érigé en 1913 à l'endroit où se situait le sanctuaire de l'église paroissiale Immaculée-Conception de Trois-Rivières, détruite par le grand incendie du 22 juin 1908.

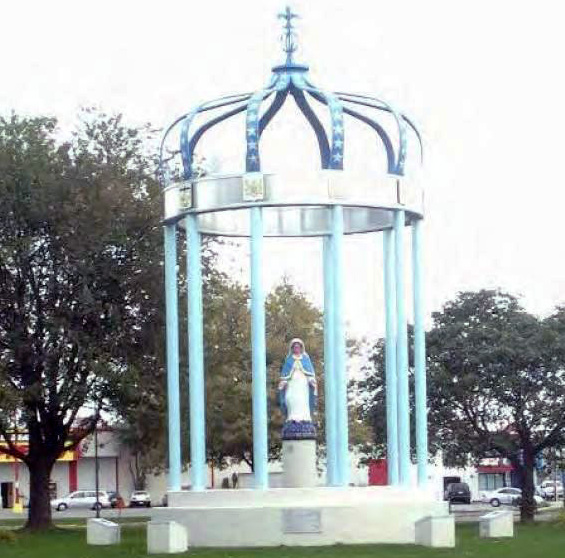
Couronne et statue à Marie-Reine-du-Monde 1954.
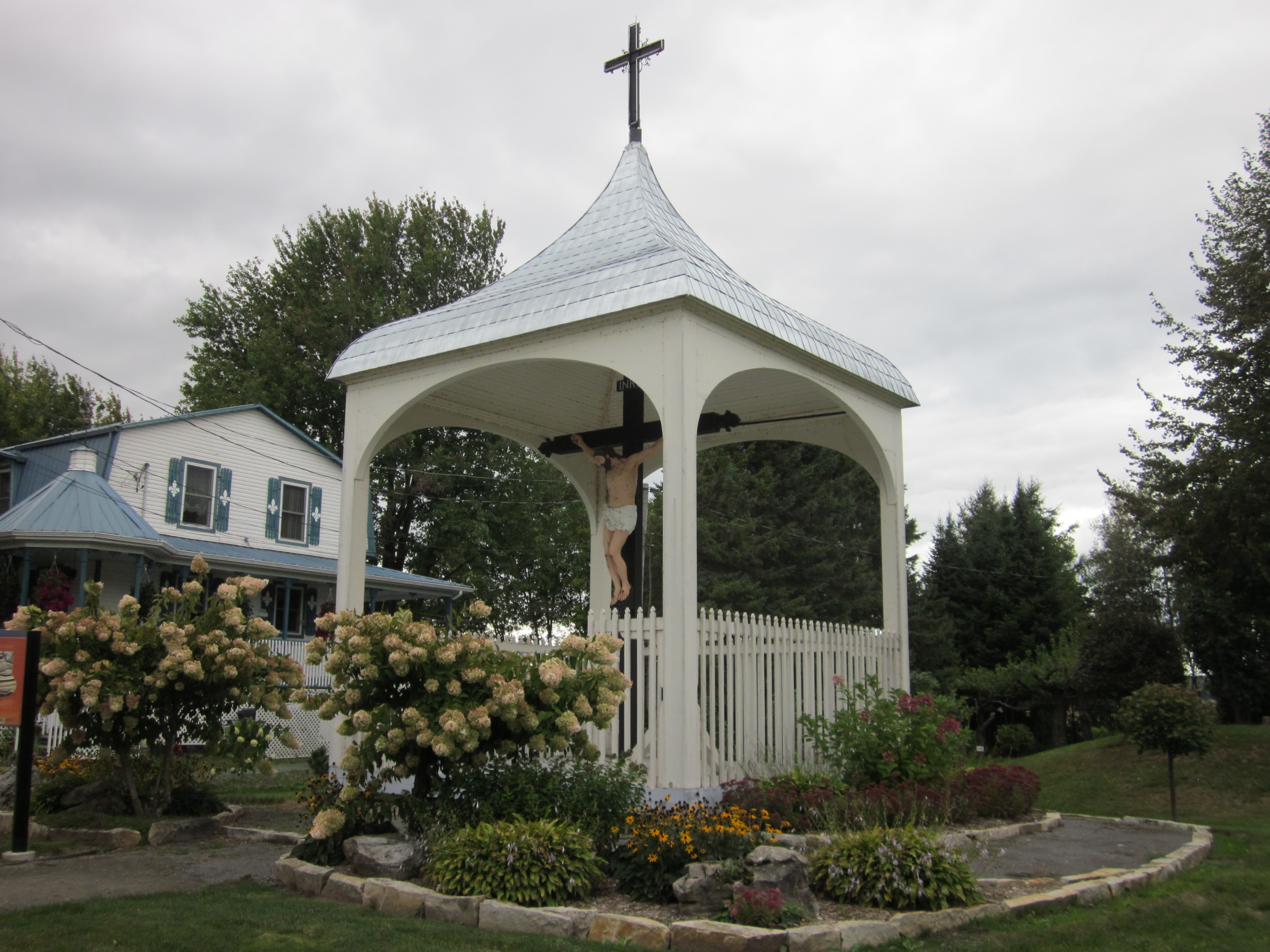
Calvaire de Trois-Rivières-Ouest.
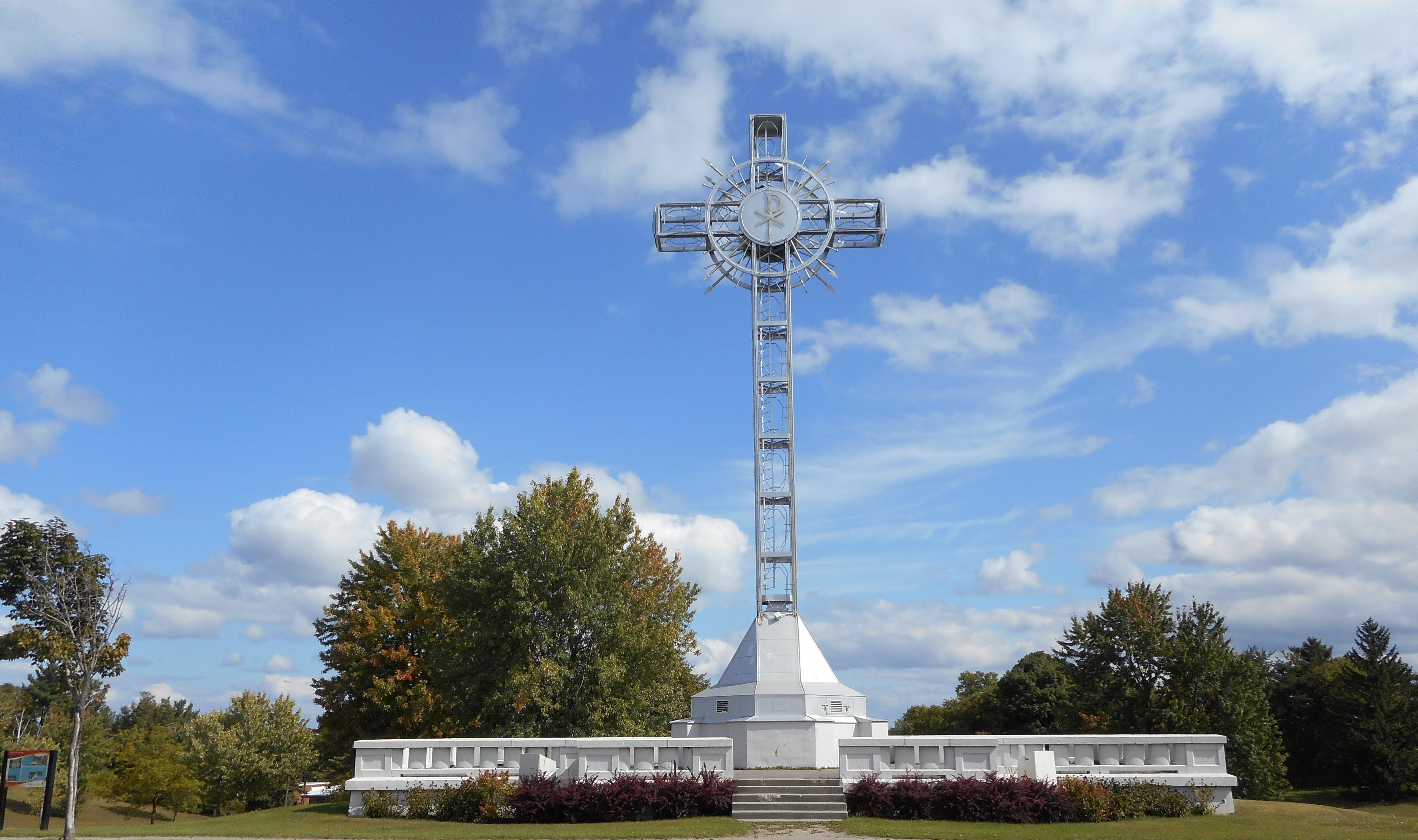
Croix de l'Année sainte.

## Endroits

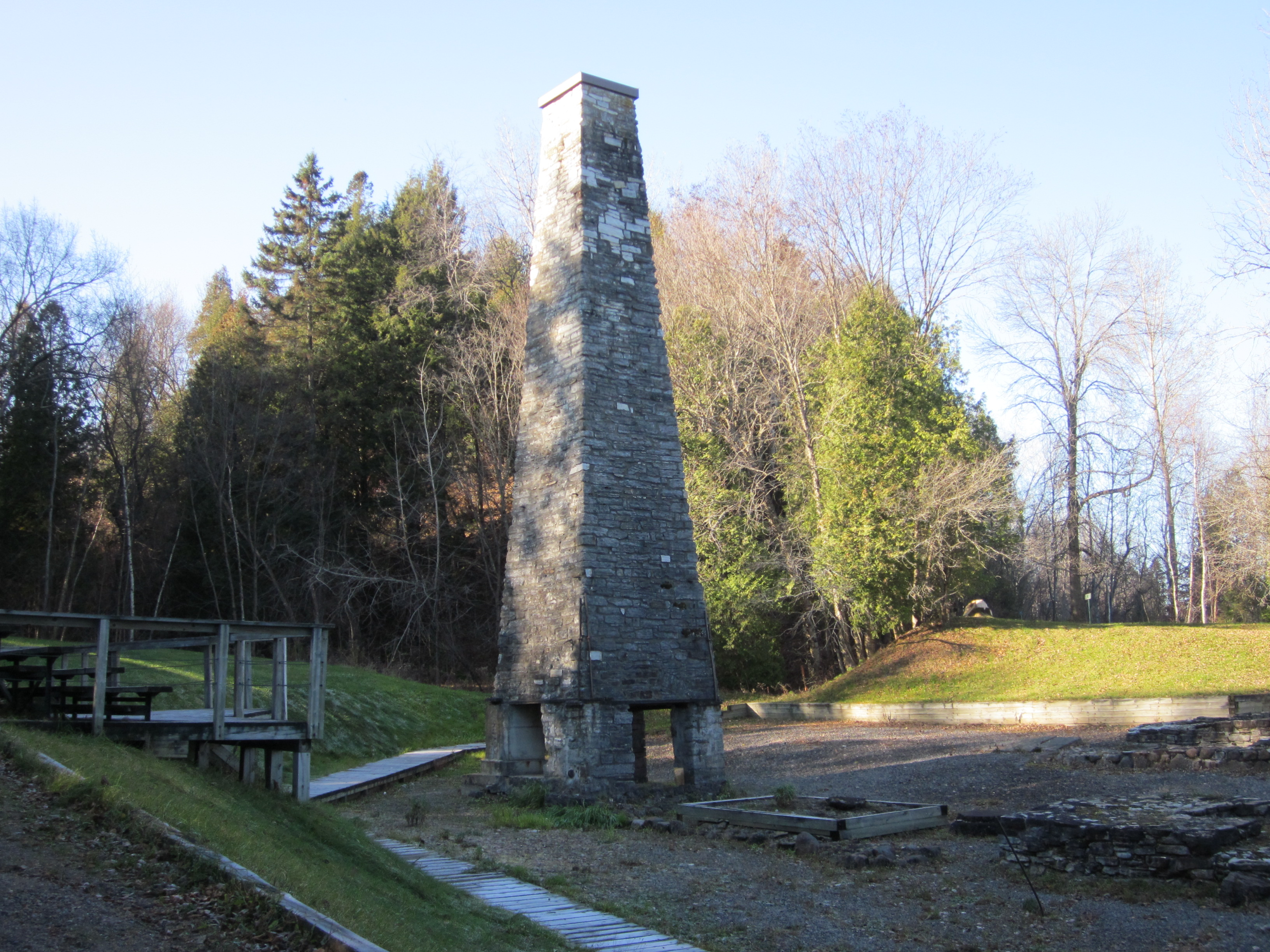
Ruine de la forge basse.

L'arrondissement historique, là où fut fondée la ville, est enclavé entre les rues des Casernes, Saint-Pierre, Sainte-Cécile et la terrasse Turcotte. Ses limites correspondent en partie à l'ancienne palissade du bourg fortifié au XVIIe siècle et en partie au projet de palissade dessiné en 1704 par Jacques Levasseur de Néré (1662 ou 1664-1724).
Les forges du Saint-Maurice, devenues parc historique national du Canada, se trouvent au 10 000 boulevard des Forges dans le nord de la ville à vingt minutes du centre. Sur une plaque commémorative on peut lire : « Les Forges du Saint-Maurice ont été reconnues site historique par l'American Society for Metals. Créées à la suite d'une requête de François Poulin de Francheville en 1729, elles sont à l'origine de l'industrie sidérurgique canadienne. À la fermeture de l'entreprise en 1883, le haut-fourneau était le plus ancien en Amérique du Nord ».
Le sanctuaire Notre-Dame-du-Cap est situé au 626 rue Notre-Dame Est, dans le secteur du Cap-de-la-Madeleine. Dans ce plus grand sanctuaire marial en Amérique du Nord, on y trouve principalement la chapelle votive, la basilique Notre-Dame et le pont des Chapelets dans un grand jardin.
Le pont des Chapelets est situé dans le jardin de la basilique Notre-Dame-du-Cap. Il fut construit en 1924 pour commémorer le prodige de la formation d'un pont de glace sur le fleuve en mars 1879.

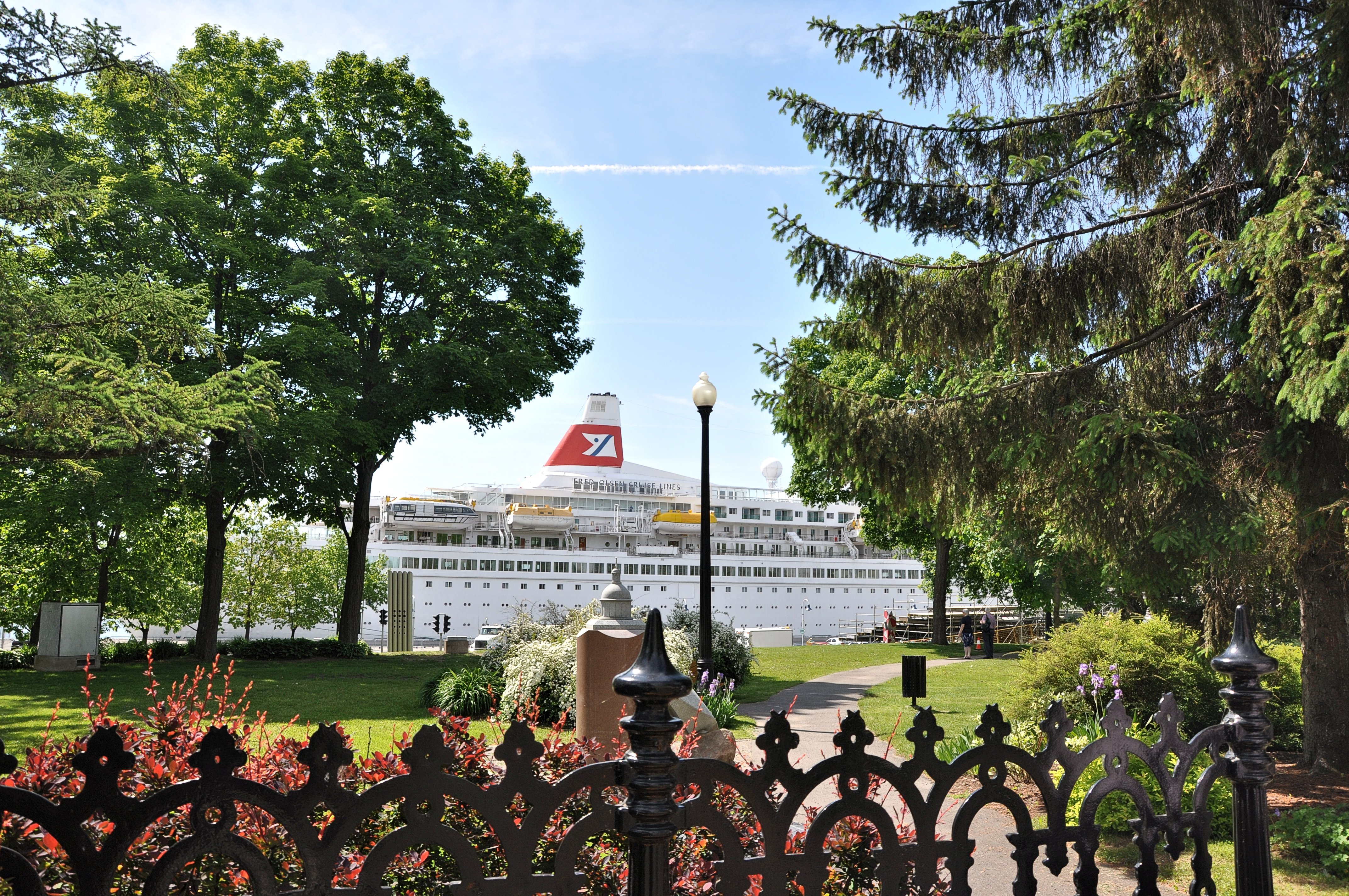
Jardin des Ursulines.

La place d'armes est située au cœur de l'arrondissement historique sur la rue des Ursulines. C'est un ancien campement amérindien qui fut concédé par le gouverneur Charles Jacques Huault de Montmagny au chef Weskarini (Algonquin) Charles Pachirini en 1648. La place a été classée site historique en 1960.
Le site historique des Récollets-de-Trois-Rivières est situé sur la rue des Ursulines. Les Récollets furent missionnaires, desservants et curés de Trois-Rivières de 1615 à 1634, de 1671 à 1682 et de 1693 à 1776. Plusieurs années avant même la fondation de Trois-Rivières, les Récollets établis à Québec commencèrent à exercer leur apostolat au petit poste de traite situé au confluent de la rivière Saint-Maurice et du fleuve Saint-Laurent. On prétend que c'est le père récollet Denys Jamet qui, le 26 juillet 1615, célébra la première messe au lieu-dit trois rivières. Jamet était accompagné du père Jean Dolbeau et du frère Pacifique du Plessis (voir monuments aux personnes), apothicaire de formation.
Le cimetière anglican Saint-James se trouve à l'angle des rues Saint-François-Xavier et de Tonnancour. Il a été instauré à partir de 1808 et classé site historique le 13 mars 1962. Il constitue l'un des plus anciens lieux de sépulture anglicane au Québec et au Canada.
Le jardin des Ursulines est aménagé en face de leur monastère, rue des Ursulines.
Le site historique du Moulin-Seigneurial-de-Tonnancour est situé à Pointe-du-Lac (voir autres édifices).

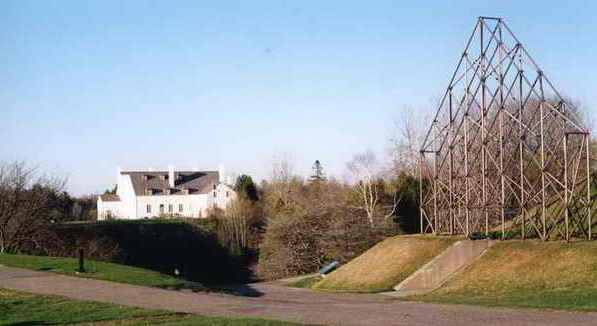
Forges du Saint-Maurice.
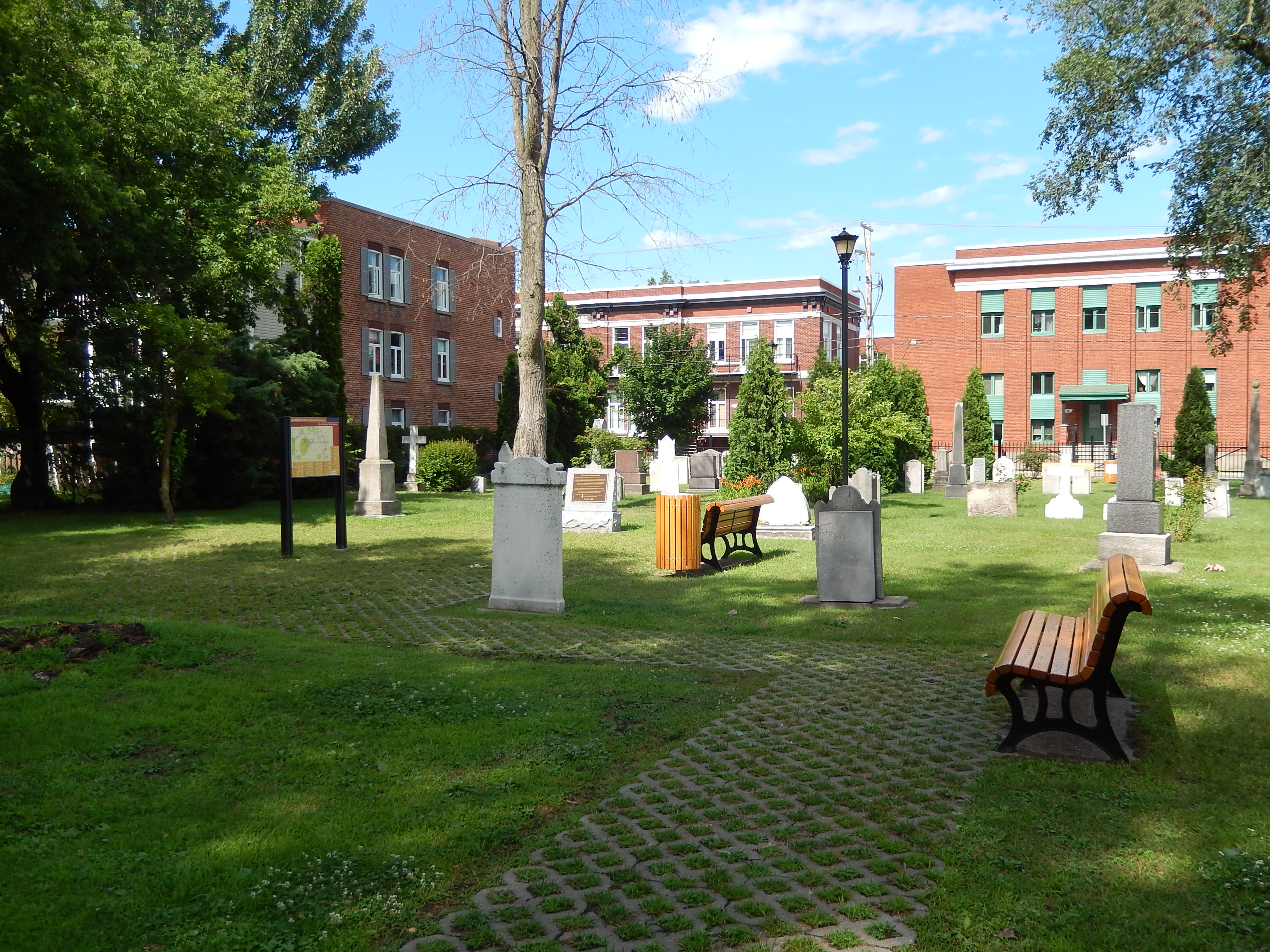
Cimetière Saint-James.
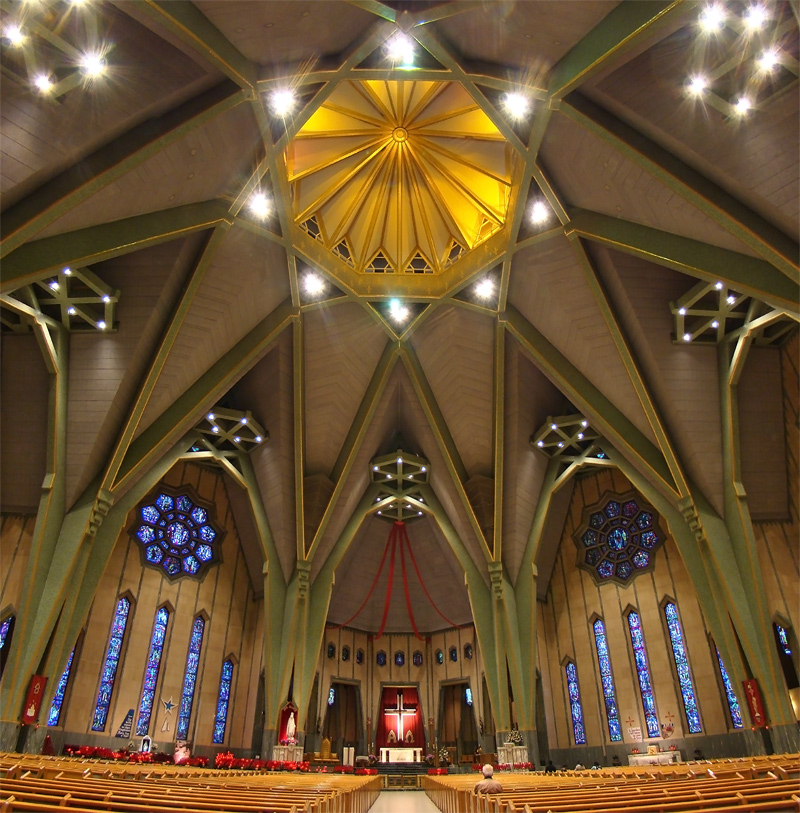
Sanctuaire Notre-Dame-du-Cap.

## Édifices religieux
Le monastère des Ursulines est situé au 784 rue des Ursulines dans l'arrondissement historique. Sa construction a débuté en 1699. Arrivées en 1697, les Ursulines avaient été envoyées à Trois-Rivières par l'évêque de Québec, Mgr de Saint-Vallier, afin de pourvoir la ville et ses environs d'un établissement scolaire permanent et d'un hôpital pour les pauvres et les soldats, en particulier pour les travailleurs accidentés des Forges du Saint-Maurice. En 1715, la communauté des Ursulines procède aux premiers agrandissements de son monastère par la construction de la chapelle et de l'hôpital.

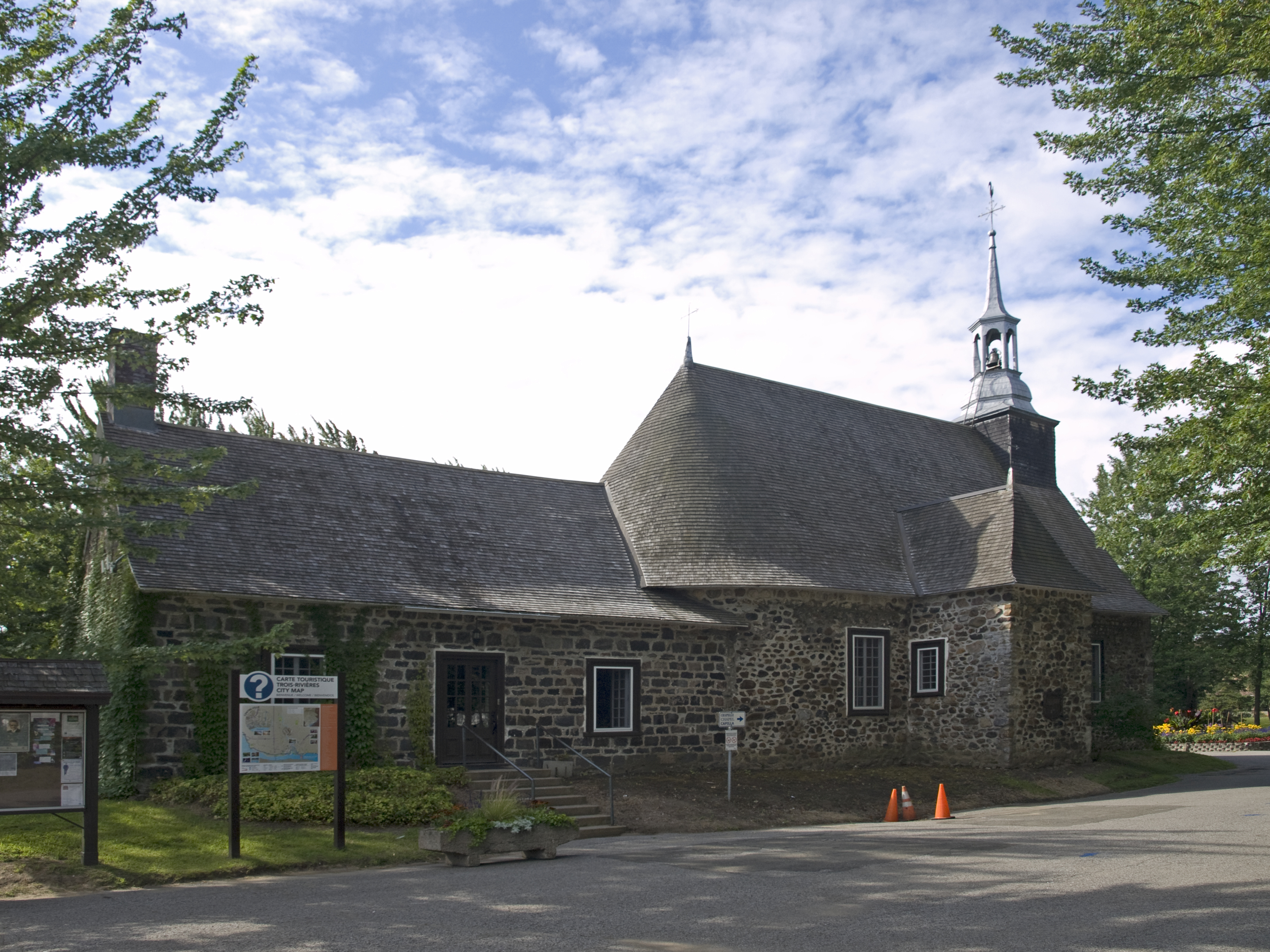
Notre-Dame-du-Cap.

La chapelle votive de Notre-Dame-du-Cap est située dans le jardin de la basilique Notre-Dame-du-Cap. Construite de 1717 à 1720, elle est devenue un sanctuaire dédié à la Vierge Marie le 22 juin 1888. La petite église de pierre est l’une des plus vieilles églises au Canada.
La chapelle funéraire Montour-Mailhot se trouve dans le cimetière de la paroisse de Pointe-du-Lac, 11900, rue Notre-Dame Ouest. Elle a été construite entre 1865 et 1870 et déclarée monument historique le 17 septembre 2007.
L'église Sainte-Cécile est au cœur des Premiers Quartiers (ou quartiers historiques) de Trois-Rivières, au 568 rue Saint-Paul. Construite en 1913, elle est un élément remarquable du patrimoine historique et identitaire de Trois-Rivières.
L'église Saint-James (chapelle du monastère des Récollets) est située au 787-811, rue des Ursulines dans l'arrondissement historique. Sur ce terrain, les récollets érigent entre 1693 et 1703 une église et un couvent de bois. Les deux bâtiments seront reconstruits en pierre, respectivement en 1742 et 1754.
Le mausolée des Évêques-de-Trois-Rivières se trouve dans le cimetière Saint-Michel sur le boulevard des Forges. Il a été cité monument historique le 17 septembre 2007.

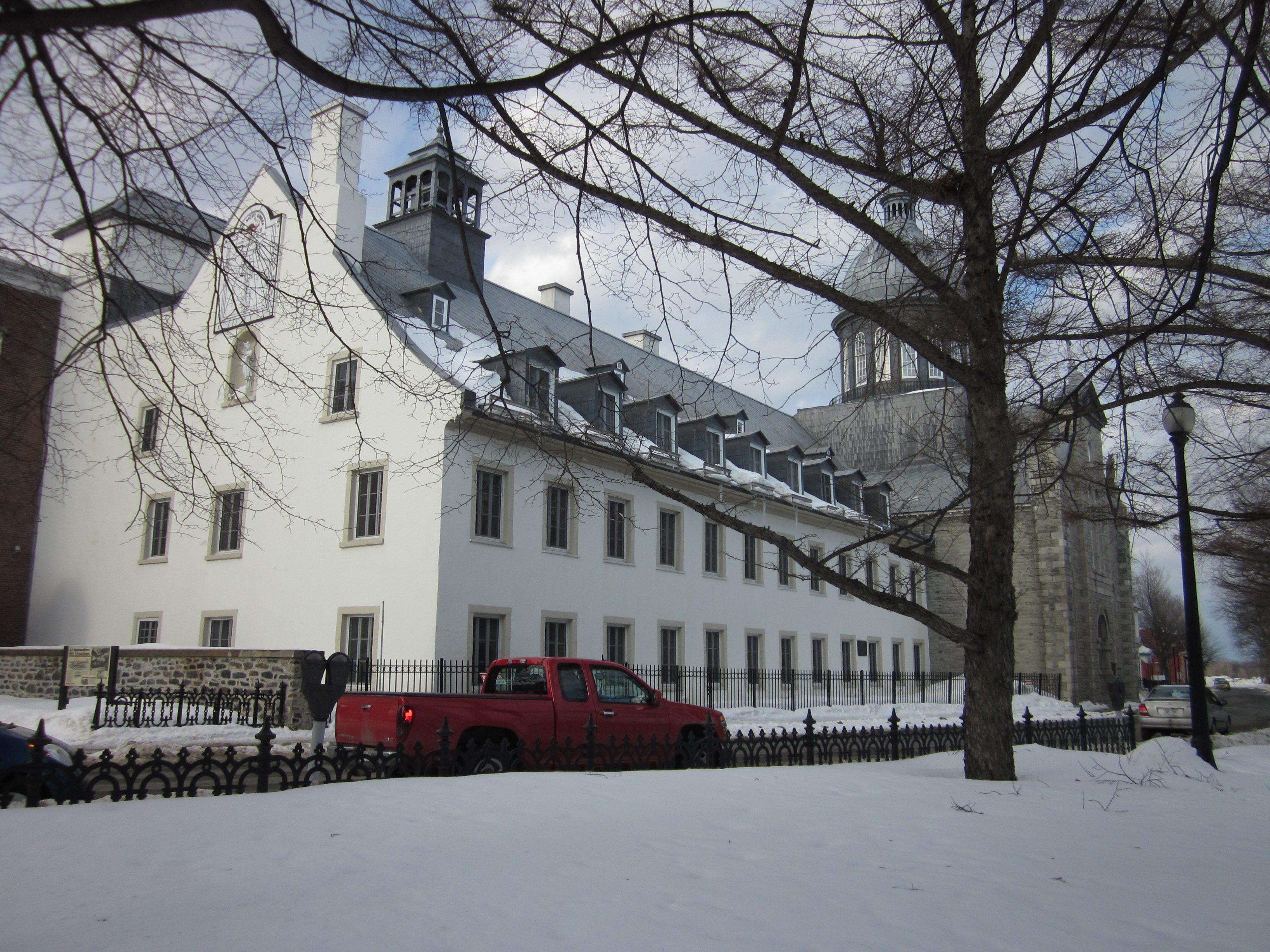
Couvent des Ursulines.
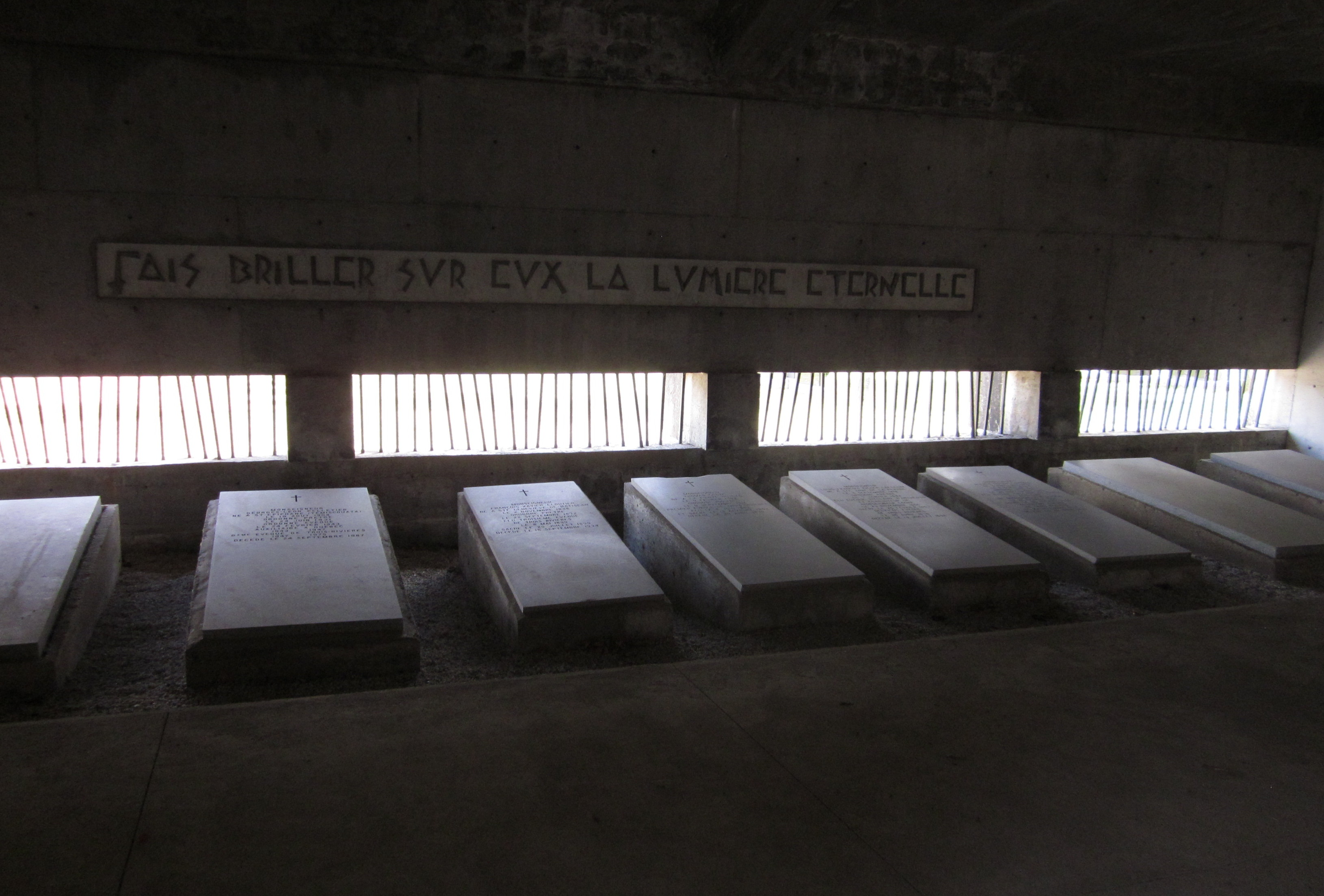
Mausolée des Évêques-de-Trois-Rivières.
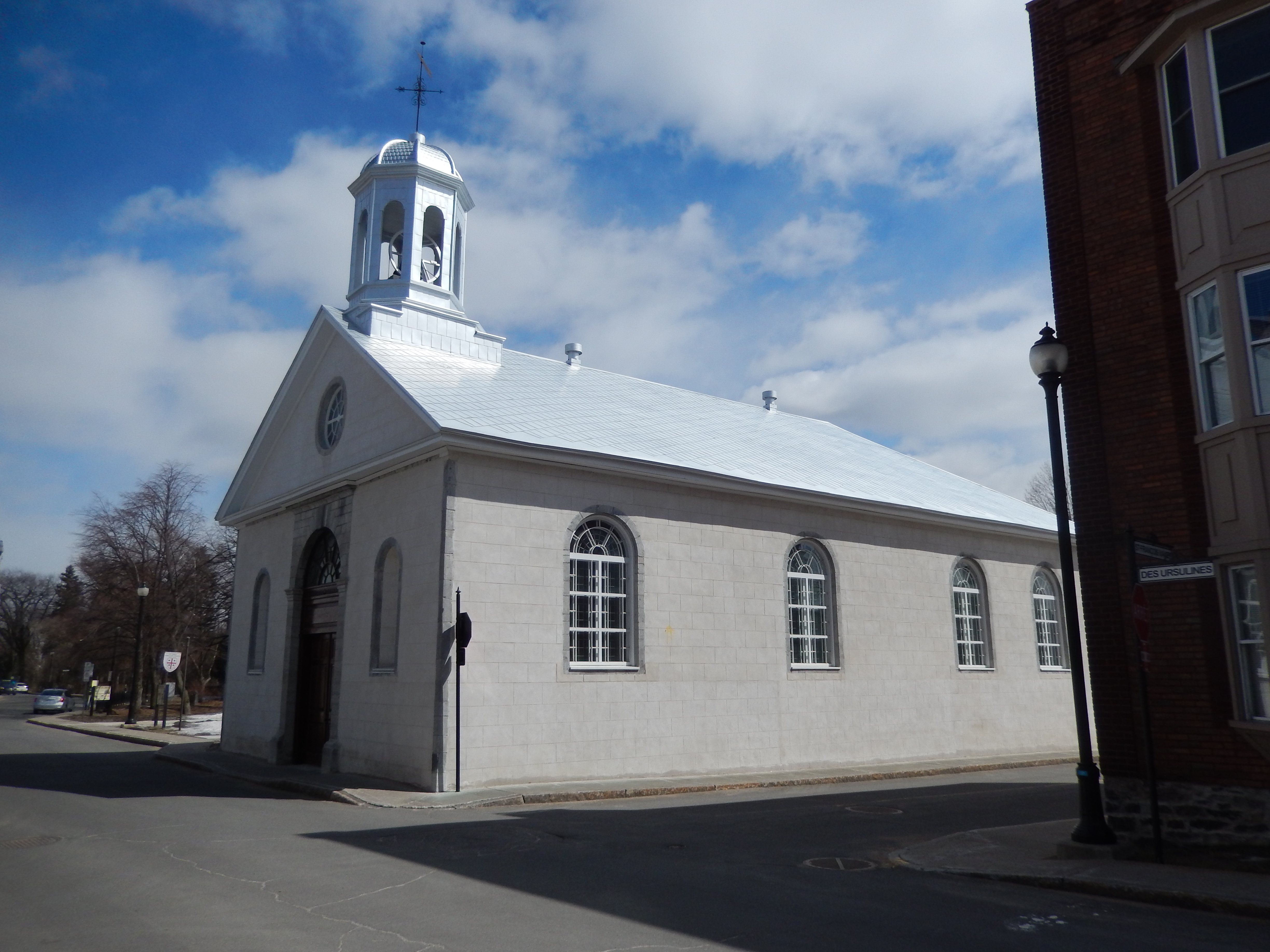
Ancienne église des Récollets.

## Édifices militaires
Le manège militaire de Trois-Rivières est situé au 574, rue Saint-Francois-Xavier. Celui-ci fut construit en 1905–1906 sous les ordres de l’architecte en chef de la direction générale de l’architecture du ministère des Travaux publics, Thomas W. Fuller. La construction de cet édifice correspond à un programme fédéral du début du XXe siècle visant à offrir des locaux d'entrainement aux milices du pays. Le bâtiment a été reconnu édifice fédéral du patrimoine le 18 avril 1991.

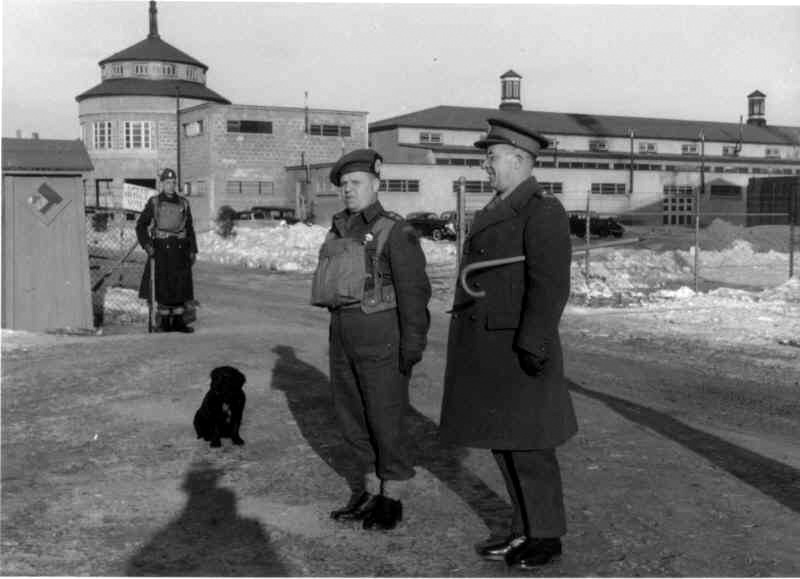
Camp militaire, parc de l'Exposition, Trois-Rivières, 1942.
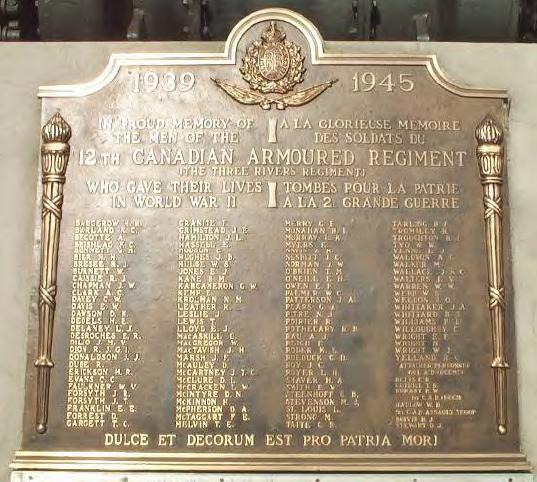
Plaque à la mémoire des soldats du Régiment de Trois-Rivières.
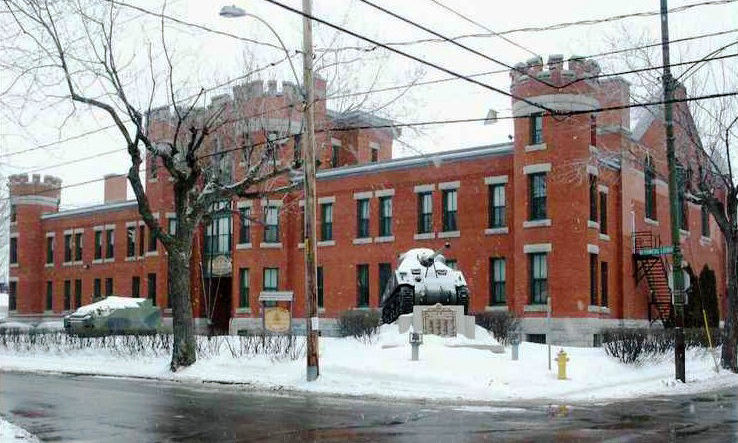
Manège militaire de Trois-Rivières.

## Autres édifices
L'ancienne prison est située au 842, rue Saint-Pierre (anciennement rue des Prisons). Œuvre de l'architecte François Baillargé, la construction de la prison fut entreprise en 1816 et entra en fonction en 1822. Les barreaux furent ajoutés en 1835 et les divisions actuelles sont toujours celles d'origine.

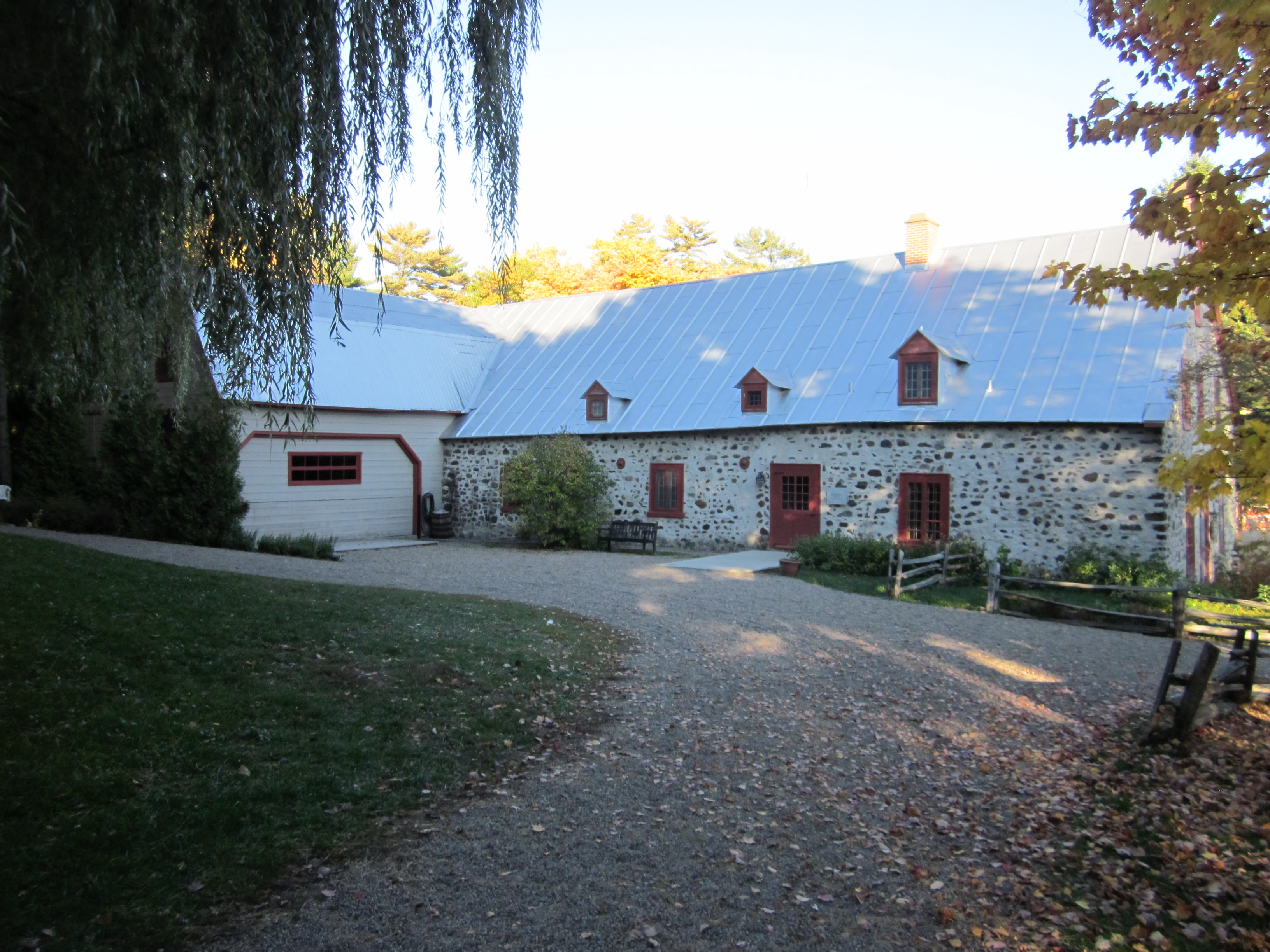
Moulin seigneurial de Pointe-du-Lac.

Le moulin à vent de Trois-Rivières, édifié en 1781 à proximité du fleuve Saint-Laurent, a été déménagé en 1975 sur le campus de l'Université du Québec à Trois-Rivières, 3351 boulevard des Forges. Il est reconnu parmi les lieux historiques du Canada et a été classé monument historique en 1961.
Le moulin seigneurial de Tonnancour est situé au 11930, rue Notre-Dame Ouest, secteur Pointe-du-Lac. Il fut construit sous l'égide des Godefroy de Tonnancour entre 1765 et 1784 et classé bien culturel en 1975.
L'édifice Lampron se trouve à l'angle des rues Bellefeuille et Sainte-Marguerite. Il a été construit par la ville en 1916 et cité monument historique le 7 juin 2004 pour son état de conservation et son intérêt architectural.
La gare VIA Rail est située au 1075, rue Champflour. Construite en 1924 dans le Style Beaux-Arts, elle a été reconnue gare ferroviaire patrimoniale canadienne le 6 janvier 1990.
L'usine de filtration de la Canadian International Paper est située au 200, avenue des Draveurs. Construite entre 1920 et 1921, elle présente un bon exemple d'architecture industrielle fonctionnaliste. Elle a été constituée site du patrimoine par la ville de Trois-Rivières le 17 septembre 2007.
L'un des joyaux sportif de Trois-Rivières est le stade municipal de Trois-Rivières, un stade de baseball de 4 500 places construit en 1938. En 2011, le stade a remporté la première ronde du concours du plus beau terrain de baseball du Canada, organisé par Baseball Canada.

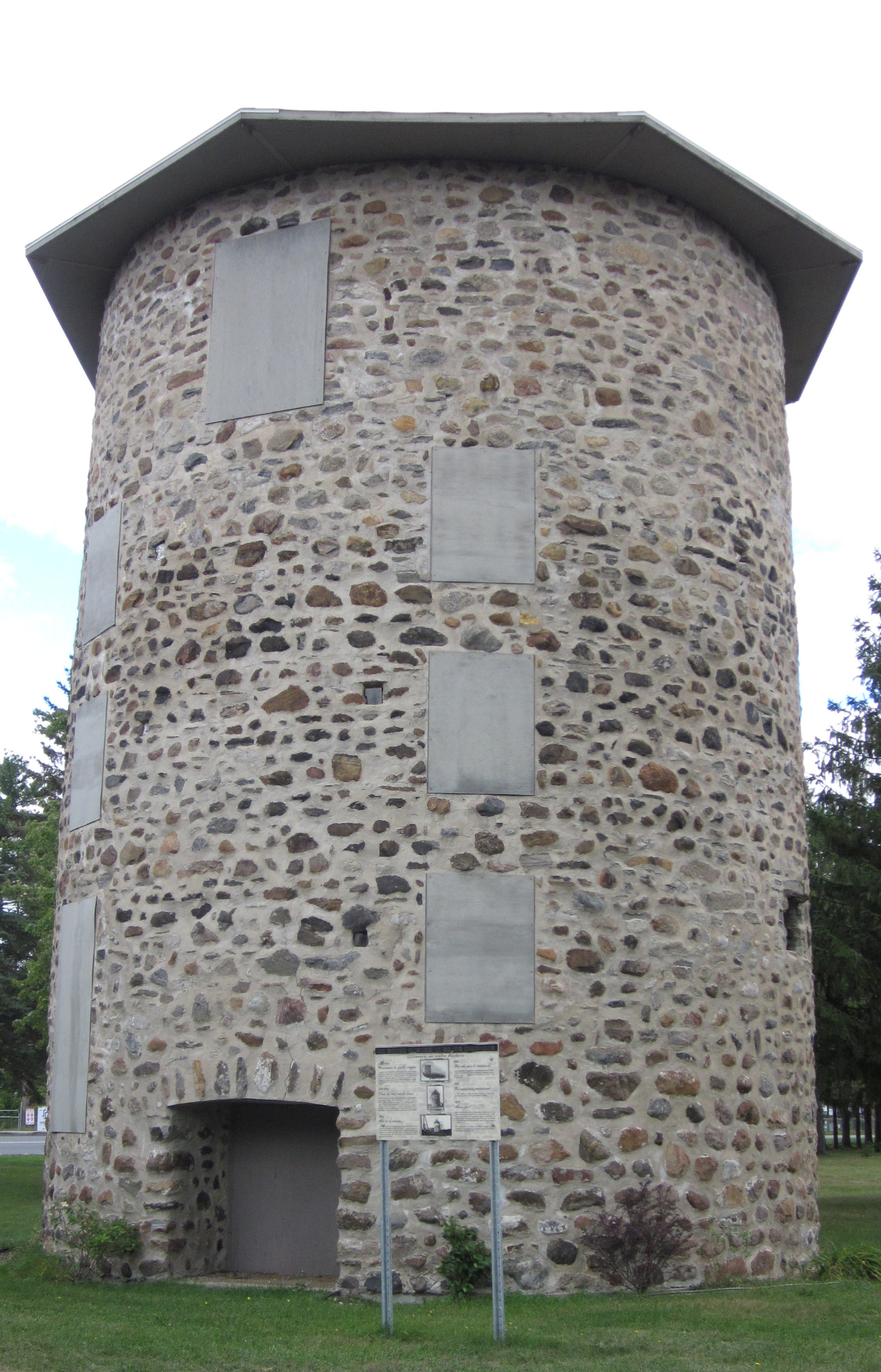
Moulin à vent.
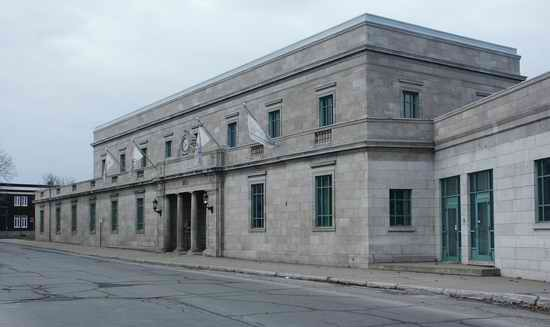
Gare de Trois-Rivières.
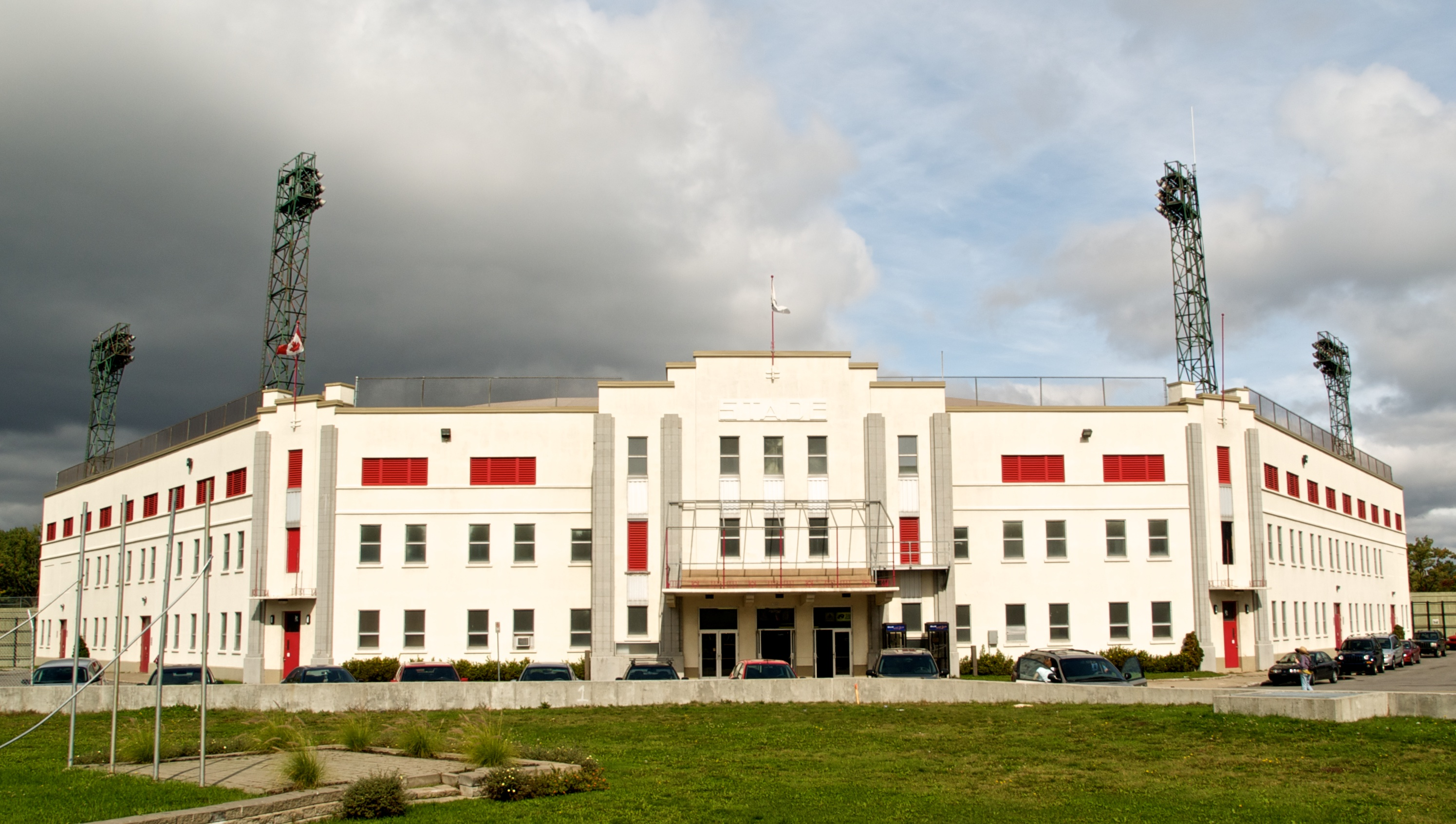
Stade municipal de Trois-Rivières.

## Manoirs et maisons
Le manoir de Tonnancour se trouve au 864, rue des Ursulines, dans l'arrondissement historique. Classé monument historique en 1966, il fut construit en 1723-1725 pour René Godefroy de Tonnancour et son épouse Marguerite Ameau. Il est occupé depuis 1981 par la galerie d'art du Parc.
Le manoir Boucher-De Niverville est situé au 168, rue Bonaventure. Il fut construit par Jacques Le Neuf, sieur de La Poterie, vers 1668. Classé le 30 mars 1960 et il a été restauré de 1969 à 1971. Il abrite depuis 2010 une exposition permanente appelée Vie bourgeoise en Nouvelle-France et offre une programmation estivale variée chaque été.

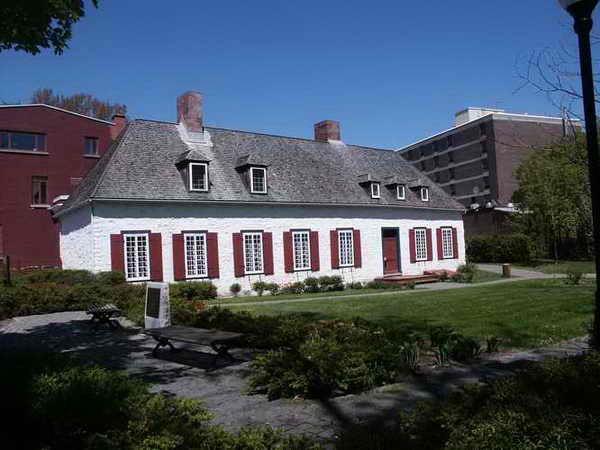
Manoir Boucher-De Niverville.

La maison Rocheleau est située au 555 rue Notre-Dame Est, secteur Cap-de-la-Madeleine. Érigée en 1742 par François Rocheleau, elle fut longtemps connue sous le nom du « manoir des Jésuites », car la maison fut construite sur une terre leur appartenant. Deux étages de briques rouges furent ajoutés à la maison en 1903, puis retirés en 2011 lors de la restauration. Témoin de l'histoire locale, la maison Rocheleau rappelle le souvenir d'une famille pionnière de Cap-de-la-Madeleine et celle des différents propriétaires qui s'y sont succédé au fil des années.
La maison Georges-De Gannes se trouve au 834, rue des Ursulines à l'angle de Saint-François-Xavier dans l'arrondissement historique. Elle a été construite vers 1756 et classée monument historique le 31 août 1961.
La maison Hertel-De La Fresnière est située au 802, rue des Ursulines dans l'arrondissement historique. Elle a été construite par le menuisier François Lafontaine entre 1824 et 1829 et classée monument historique le 31 août 1961. Son nom rappelle la famille Hertel de La Fresnière, dont Joseph-François Hertel de la Fresnière, qui habitèrent le terrain une centaine d'années.
La maison Philippe-Verrette de type "boomtown" se trouve aux 732 et 734, rue Saint-François-Xavier. Elle a été construite en 1910 et classée monument historique le 28 mai 1991. Sa valeur repose sur son haut degré d'intégrité et sa représentativité du type de maisons construites à la suite de l'incendie de 1908.
Pour conclure, la maison Dufresne est située au 2860, rue du Fleuve, secteur Pointe-du-Lac. Citée monument historique le 12 février 2001, elle fait aussi partie de l'inventaire des lieux de mémoire de la Nouvelle-France.

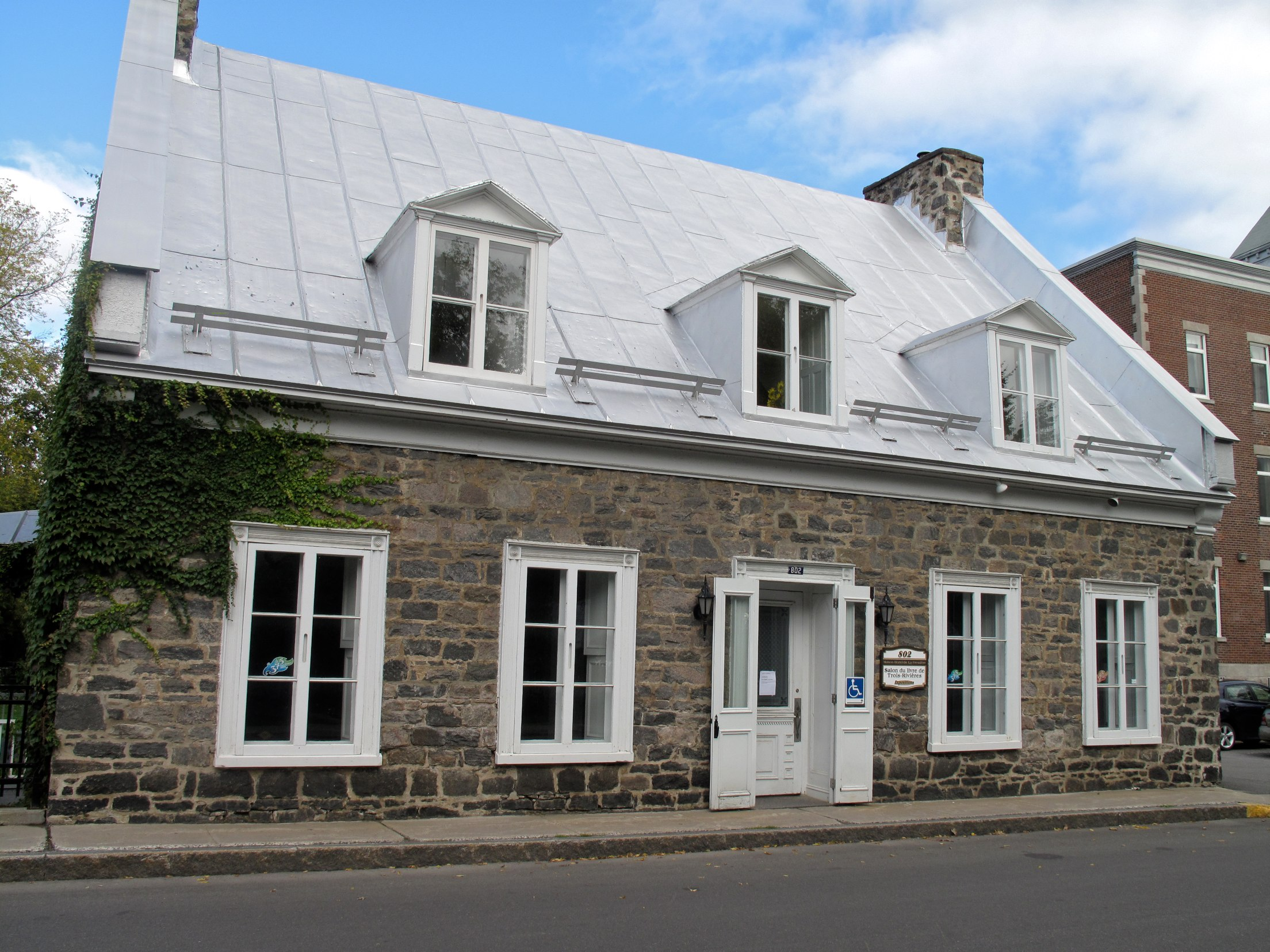
Maison Hertel-De La Fresnière.
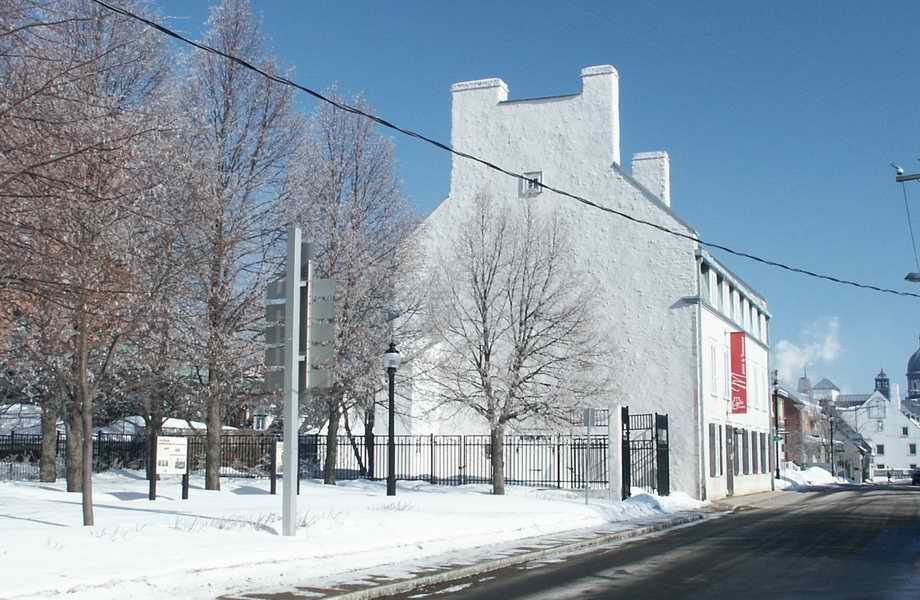
Manoir de Tonnancour.
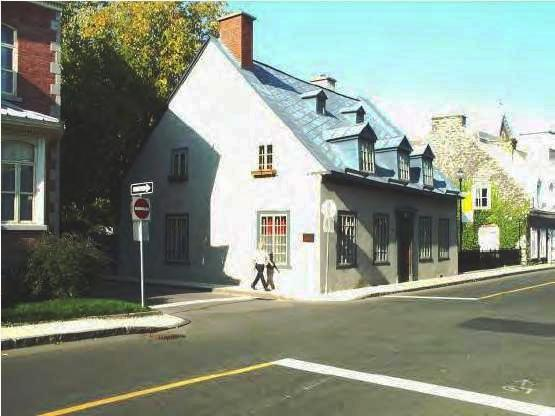
Maison Georges-De Gannes.

## Traditions, légendes et coutumes
La fête de la Saint-Jean-Baptiste est célébrée depuis les premiers jours d'existence de la ville. La Relation des Jésuites de 1636 signale d'ailleurs que la Saint-Jean-Baptiste a été fêtée à Trois-Rivières avec un grand feu et des réjouissances.
La légende du mur du pendu a pour origine l'époque où l'ancien couvent des Récollets de Trois-Rivières servait de prison. Un Amérindien du nom de Noël Plaçoa fut condamné à mort pour meurtre. Plaçoa protesta vainement de son innocence et fut pendu publiquement au mur latéral nord-est vers 1790. Mais, juste avant d'être exécuté, il clama : « Grand Esprit ! Tu sais que je ne suis pas coupable. Et pour le prouver, le mur de pierre de cet édifice ne tiendra jamais. » Depuis cette époque on entendrait plusieurs fois par année, très tôt le matin, l'esprit de Noël Plaçoa crier à tue-tête ses complaintes, avec assez de frayeur pour faire hurler les chiens du quartier.
La cloche de l'ancien hôtel de ville est située devant l'entrée de la "place du marché", au rez-de-chaussée du Centre des congrès. On dit que cette cloche serait celle de l'hôtel de ville de 1872, mais il est plus probable qu'il s'agirait de l'hôtel de ville de 1910, démoli en 1967.

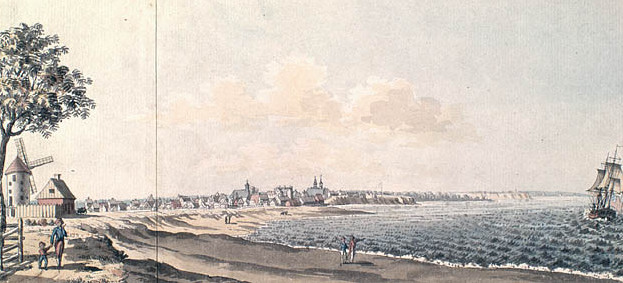
Vue de Trois-Rivières, vers 1784.
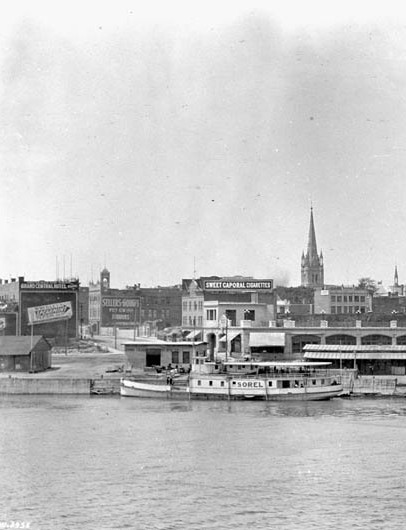
Trois-Rivières, 1935.
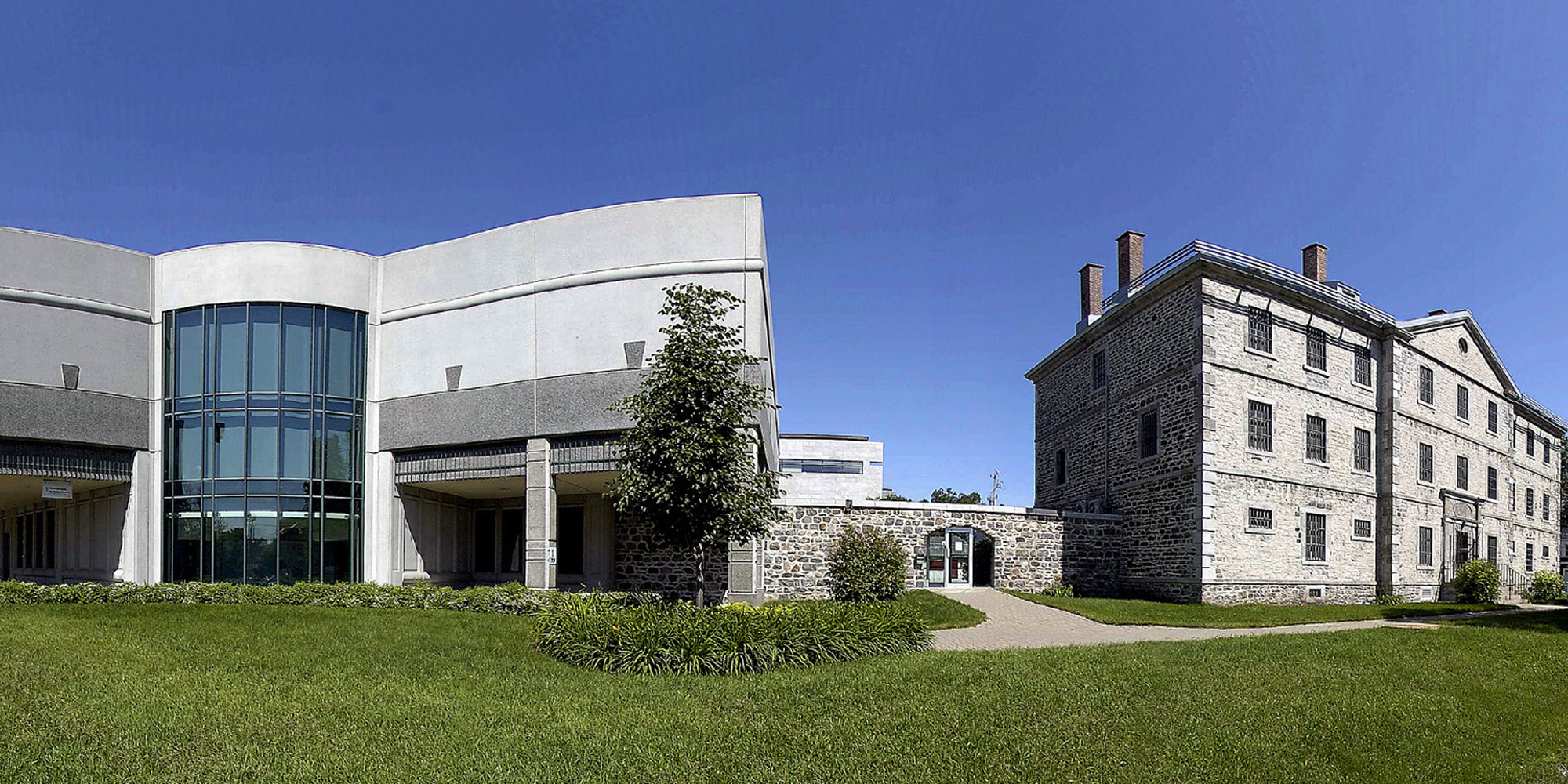
Musée Pop.

## Statues et bustes

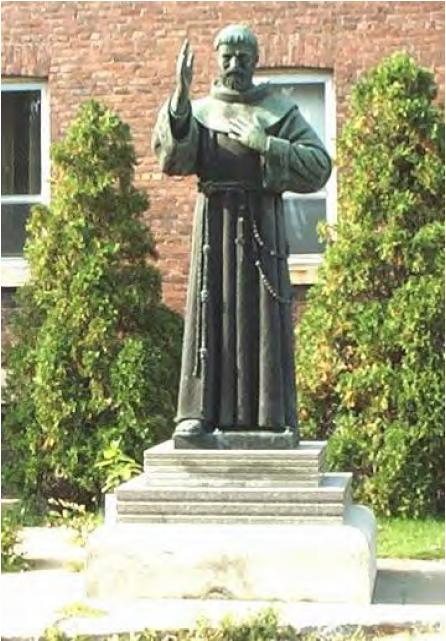
Père Frédéric.
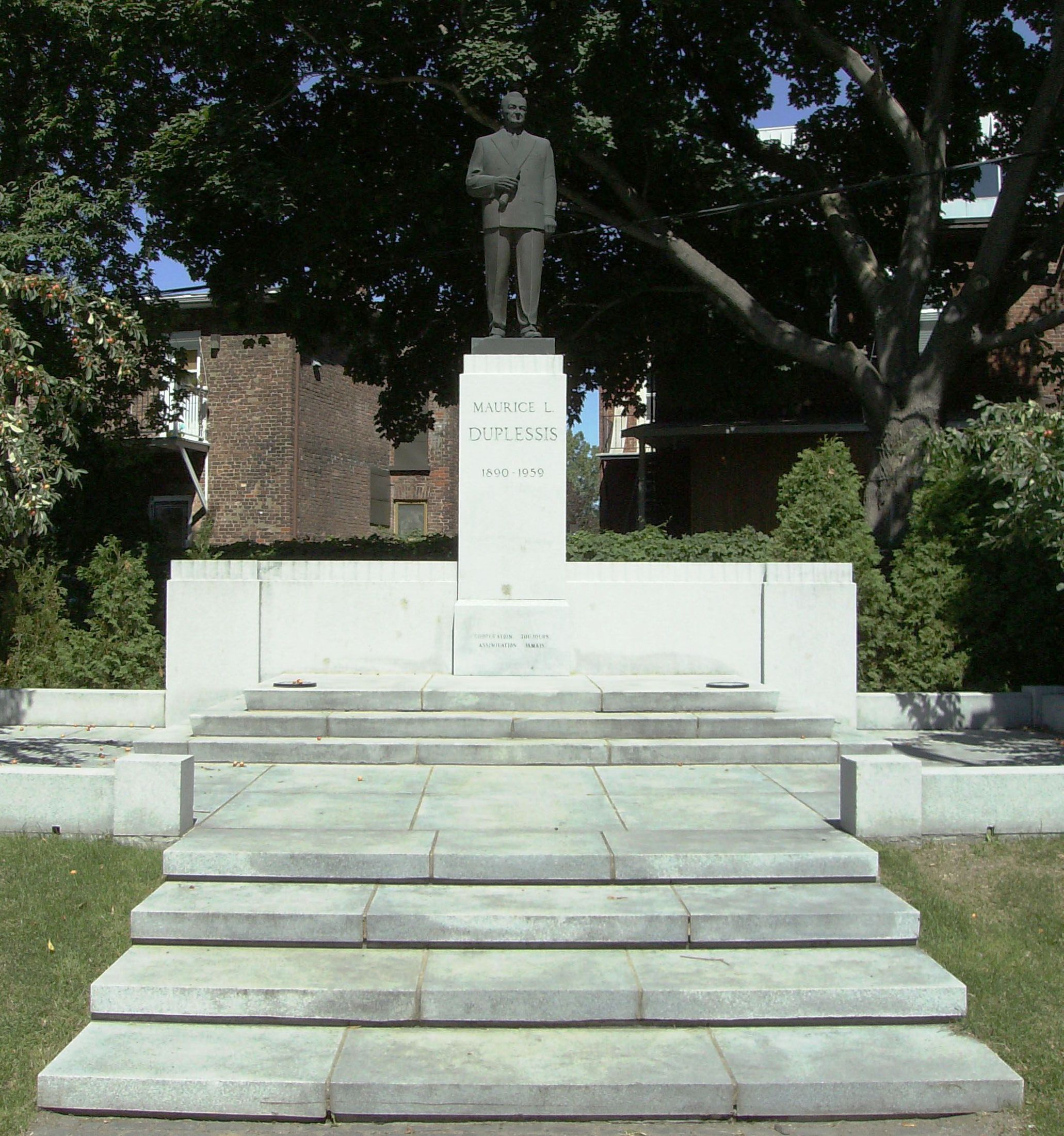
Maurice Duplessis.
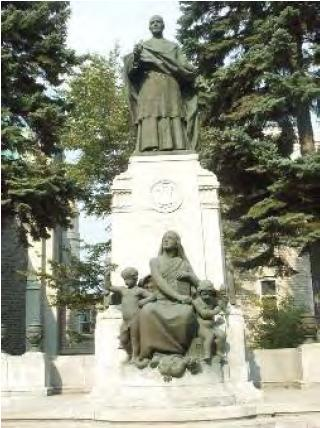
Monseigneur Laflèche.
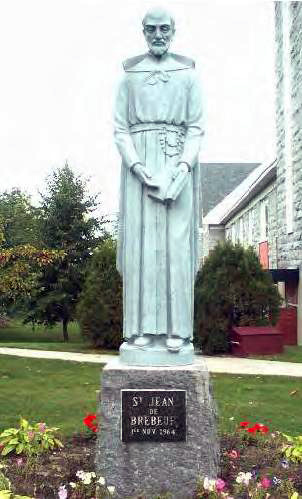
Saint Jean de Brébeuf.
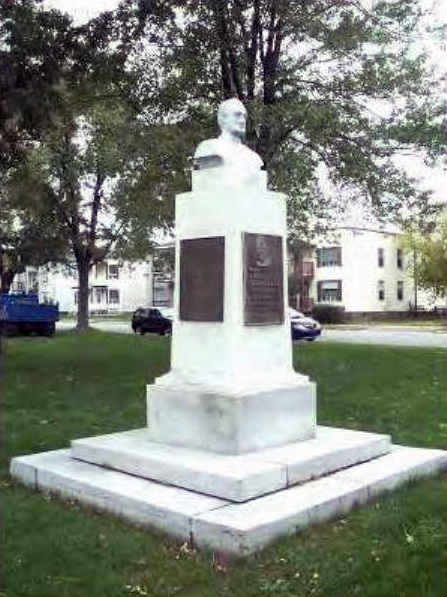
Chanoine Chamberland.
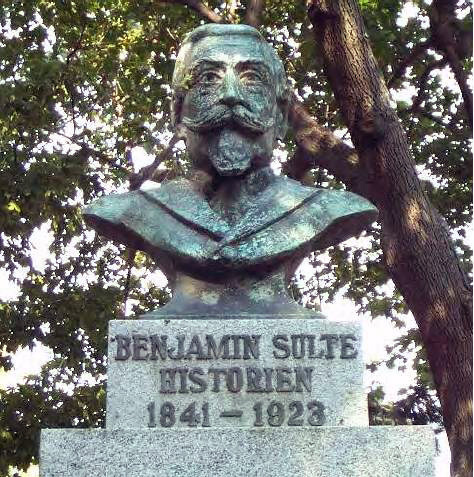
Benjamin Sulte.
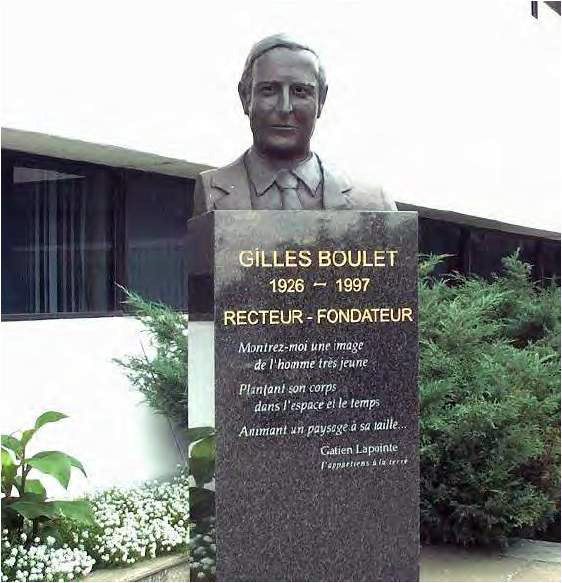
Gilles Boulet.
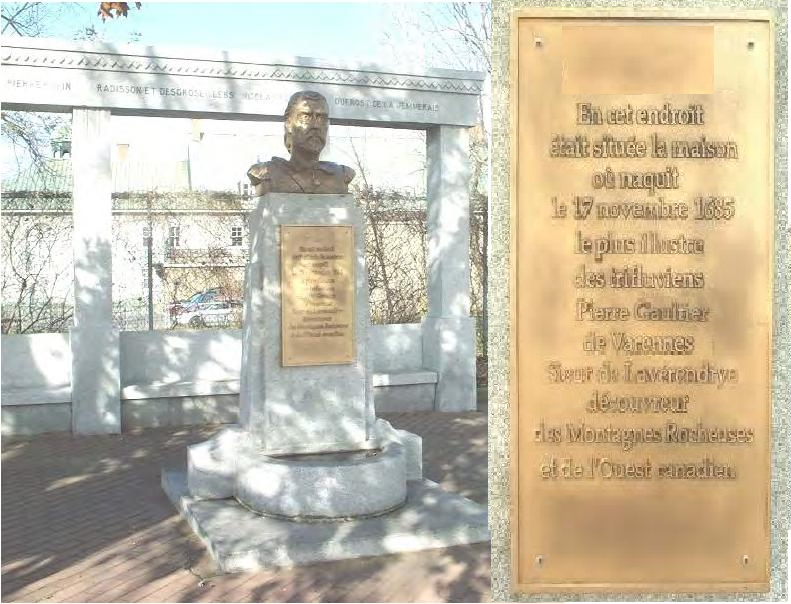
Pierre Gaultier de Varennes et de La Vérendrye.

La statue de Maurice Duplessis se trouve au fond du jardin de la maison de Chastelain dite manoir Boucher de Niverville au 168, rue Bonaventure. Maurice Le Noblet Duplessis (1890-1959) fut député de Trois-Rivières, sa ville natale, à partir de 1927 et premier ministre du Québec de 1936 à 1939 et de 1944 jusqu’à son décès.
La statue du Père Frédéric Jansoone est située près de la chapelle des Franciscains, sur le rue St-Maurice, près de l'intersection de cette rue avec le boulevard Laviolette.
La statue de Monseigneur Laflèche est située sur la rue Bonaventure, entre l'évêché et la cathédrale.
La statue de Saint Jean de Brébeuf se trouve près de l'église du même nom, sur la rue des Forges à l'angle de la rue de La Terrière. Elle fut érigée le 1er novembre 1964 pour célébrer le 10e anniversaire de la fondation de la paroisse.
Le buste du Chanoine Louis-Joseph Chamberland se trouve sur la rue Baillargeon, en face de la Caisse populaire Sainte-Marguerite entre la rue Comtois et l'avenue des Coopérants. Le chanoine Chamberland est le curé fondateur de la paroisse Sainte-Marguerite-de-Cortone (1932-1972). Il fut chanoine titulaire (1960-1982) de la Cathédrale de Trois-Rivières.
Le buste de Benjamin Sulte est située dans le parc Champlain, en face du 1243 rue Hart, secteur de Trois-Rivières, centre-ville.
Le buste de Gilles Boulet est situé sur le campus de l'Université du Québec à Trois-Rivières (UQTR).
Enfin, la statue de l'explorateur Pierre de La Vérendrye se trouve sur la rue des Casernes.

## Plaques commémoratives

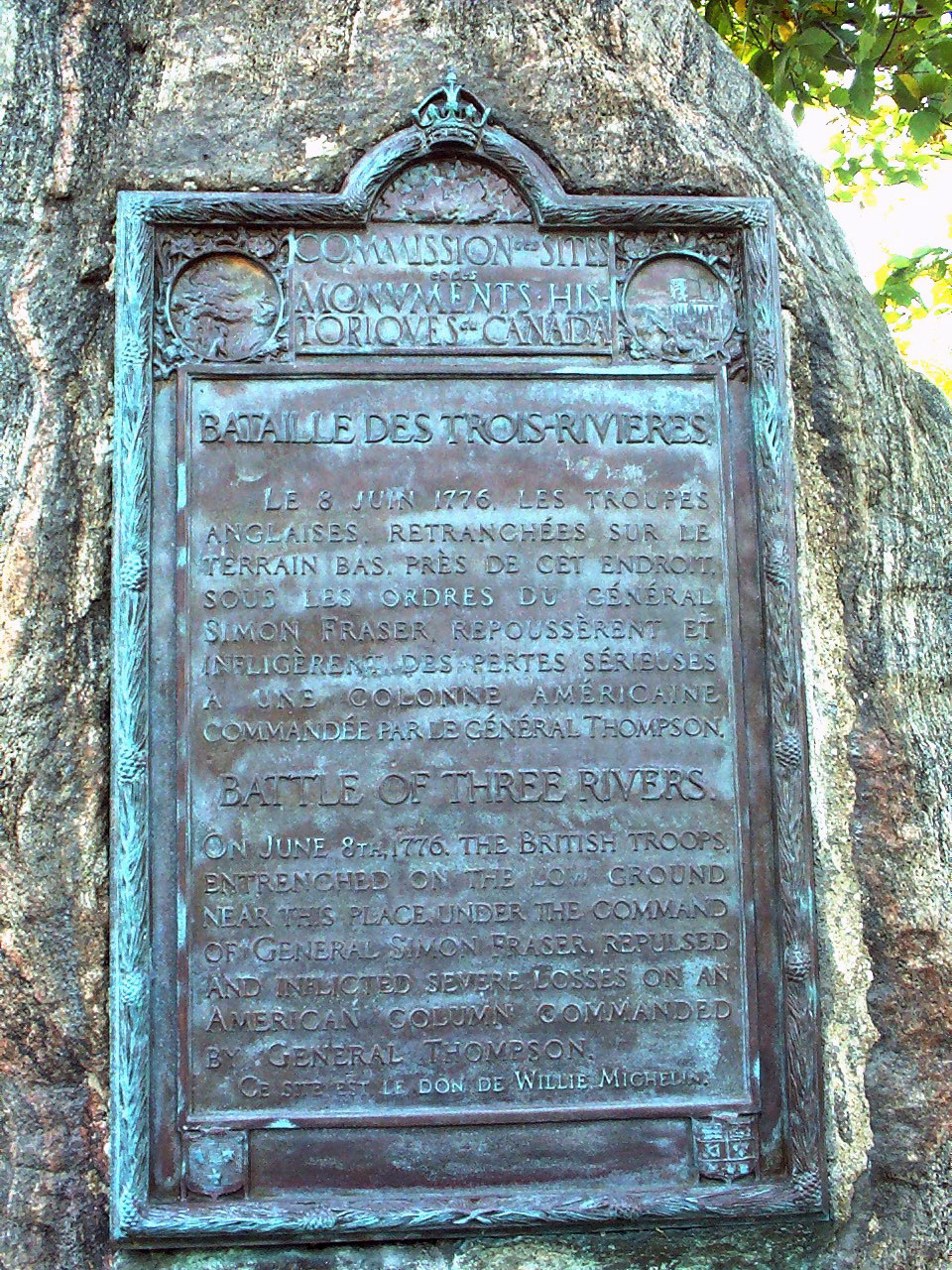
Plaque de la Bataille des Trois-Rivières.
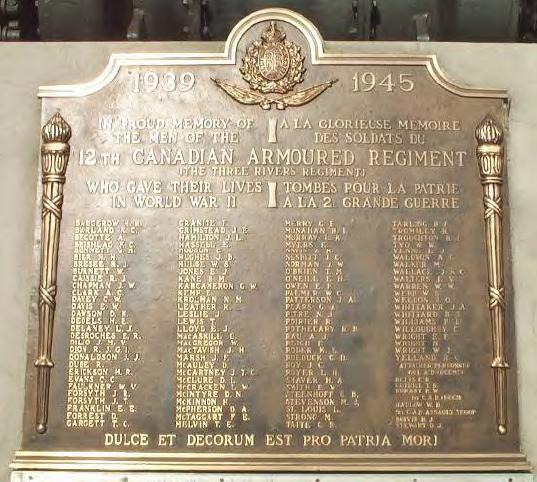
Plaque aux soldats du RTR.
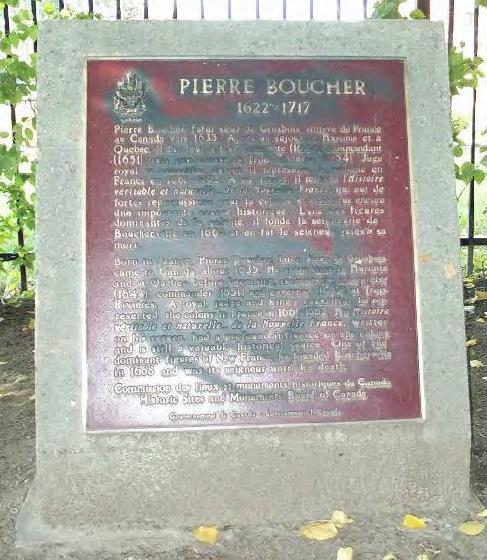
Plaque à Pierre Boucher.
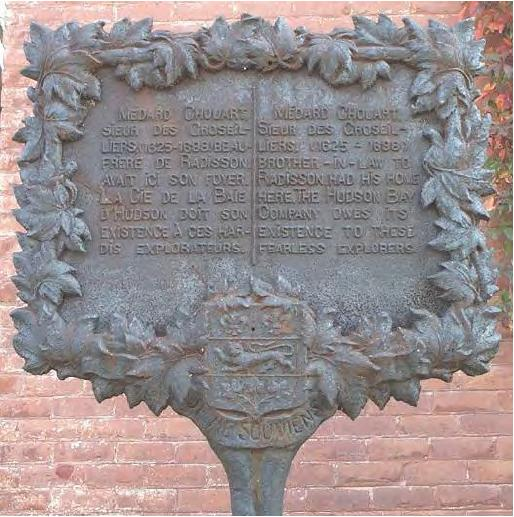
Plaque à Des Groseillers.
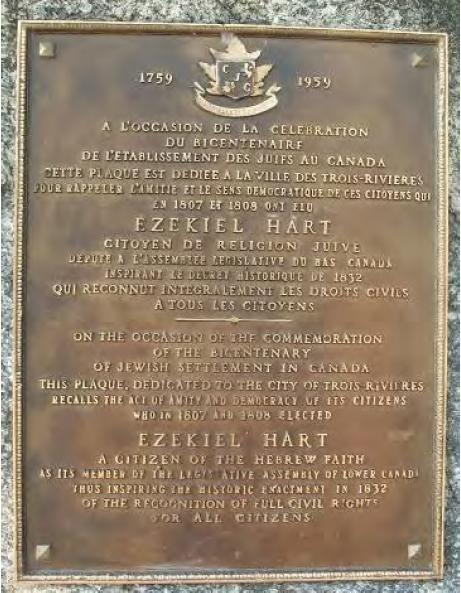
Plaque à Ezekiel Hart.
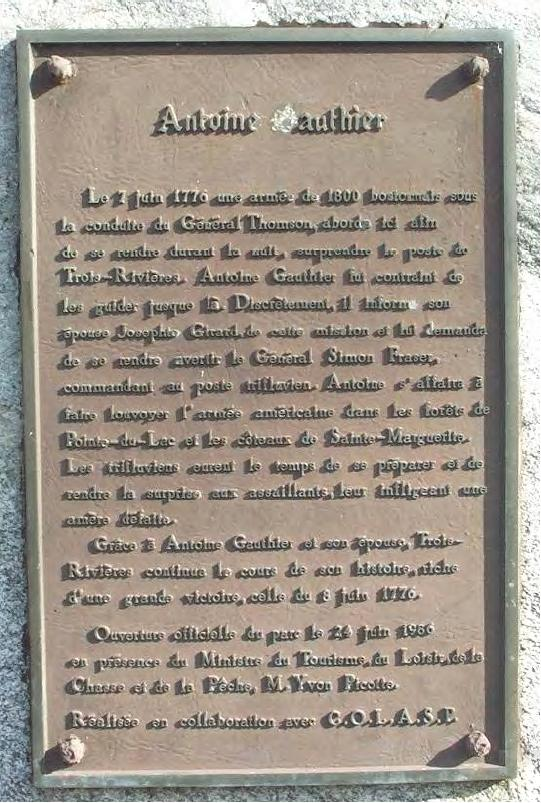
Plaque à Antoine Gauthier.
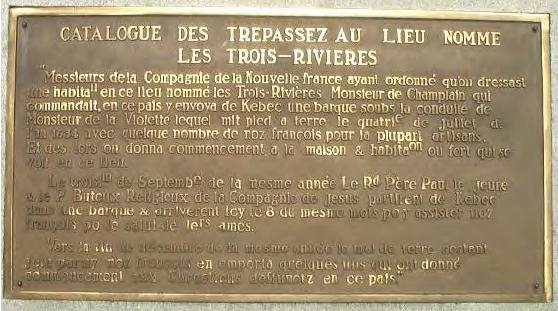
Plaque du Catalogue des Trépassez.
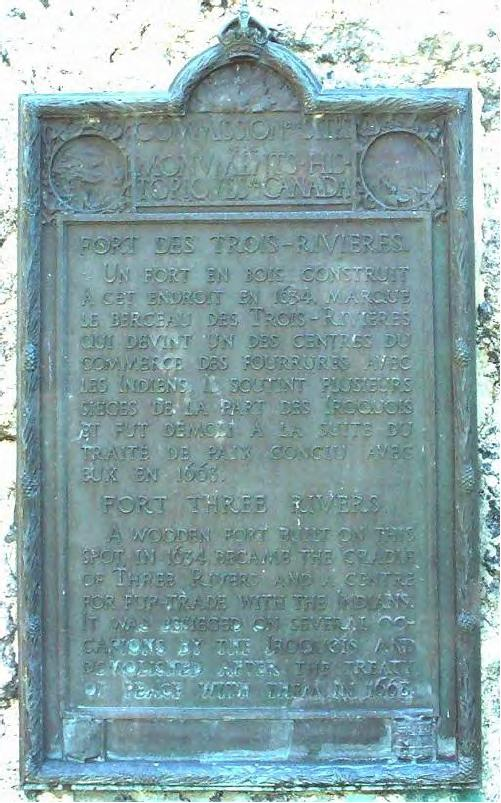
Plaque du Fort de Trois-Rivières.

La plaque du Fort des Trois-Rivières est située sur une grande pierre et se trouve au sud du bureau de poste sur la rue des Casernes, dans un parc aujourd'hui appelé le Platon. Le carré du fort serait aujourd'hui borné par les rues Saint-Pierre, Saint-Jean, Saint-Louis, des Casernes et Notre-Dame.

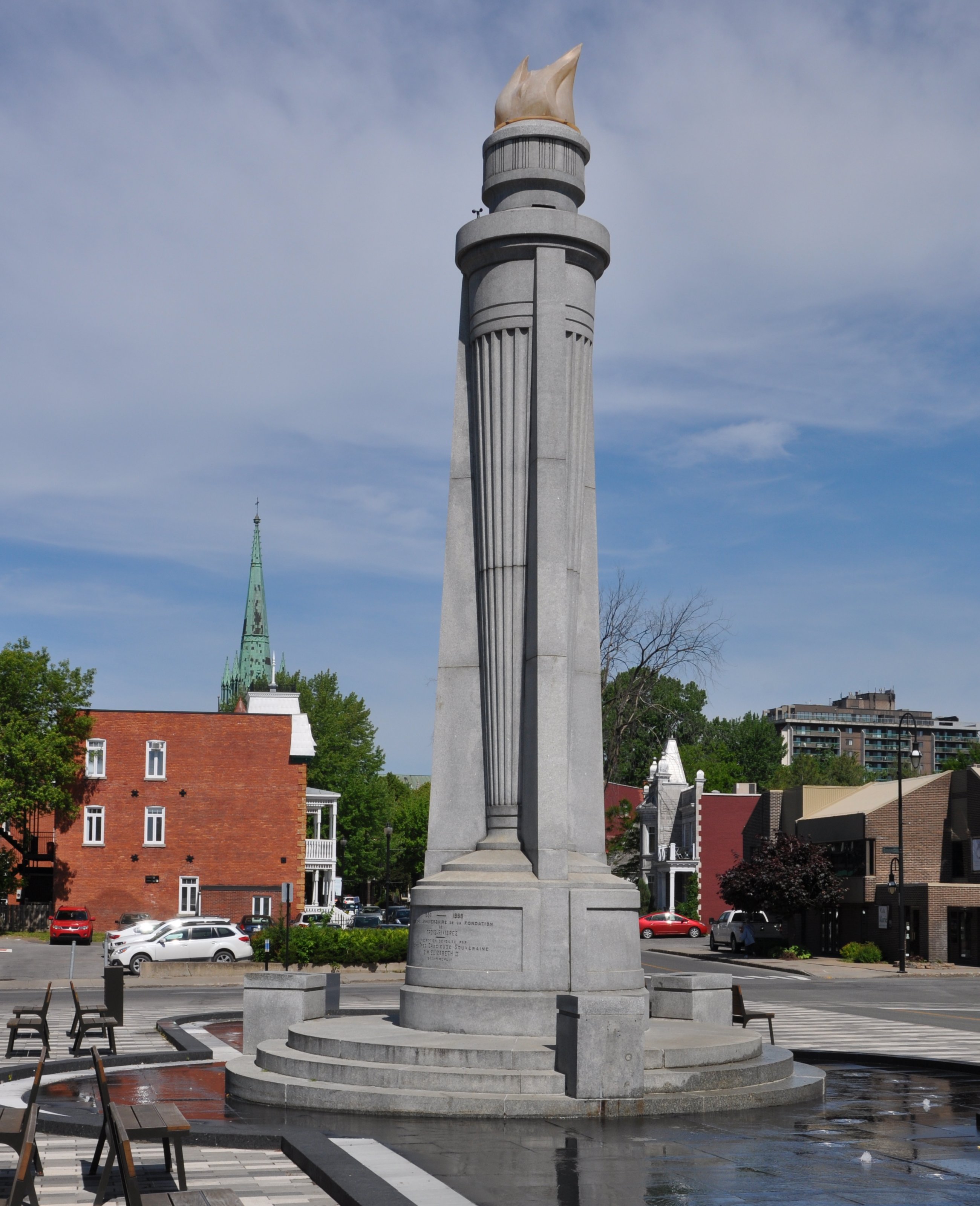
Monument du anniversaire.

La plaque de la Bataille de Trois-Rivières est située au 983, boulevard des Forges, en face du cimetière Saint-Louis : « Le 8 juin 1776, les troupes anglaises, retranchées sur le terrain bas près de cet endroit, sous les ordres du général Simon Fraser, repoussèrent et infligèrent des pertes sérieuses à une colonne américaine commandée par le général William Thompson ».
La plaque des Soldats américains de 1776 se trouve dans le parc Champlain près de la rue Hart : « En souvenir des soldats américains qui ont perdu la vie pendant la Révolution américaine à la Bataille de Trois-Rivières, le 8 juin 1776 ».
La plaque de la Rébellion des Patriotes se trouve dans le Parc Victoria, près de la rue Royale dans le quartier Saint-Philippe. Il célèbre le 150e anniversaire de la rébellion des canadiens français de 1837.
La plaque des Soldats du Régiment de Trois-Rivières est située en face du Manège militaire Général-Jean-Victor-Allard, 574, rue Saint-François-Xavier à l'angle de Sainte-Geneviève. Ce mémorial est dédié aux soldats du Régiment de Trois-Rivières (RTR, 12e Régiment blindé du Canada, 12 RBC) morts au champ d'honneur pendant la Seconde Guerre mondiale (1939-1945). Il fut érigé par l'association des vétérans du RTR le 13 novembre 1955 à l'occasion de la 10e assemblée annuelle de l'Association des anciens combattants du RTR.
En dernier lieu, la plaque de Pierre Boucher se trouve dans le Jardin du Gouverneur à l'angle des rues des Ursulines et des Casernes dans l'arrondissement historique du vieux Trois-Rivières. Pierre Boucher, 1622-1717, sieur de Grosbois, émigra de France au Canada vers 1635. Après un séjour en Huronie et à Québec, il fut gouverneur de Trois-Rivières (1654). Juge royal et conseiller du roi, il représenta la colonie en France en 1661-1662.

## Organismes
On se souvient des personnes illustres par les plaques, statues et autres monuments que nous leur érigeons. Ainsi, la ville de Trois-Rivières et les gouvernements du Québec et du Canada ont des organismes reconnus qui identifient les composantes du patrimoine trifluvien; Ministère du Patrimoine canadien, Fondation québécoise du patrimoine, Conseil des monuments et sites du Québec, Culture Trois-Rivières, Patrimoine Trois-Rivières, Corporation du Moulin seigneurial de Pointe-du-Lac, Corporation du Manoir des Jésuites, Ministère de la culture, des Communications et de la Condition féminine du Québec, Archives de la Ville de Trois-Rivières, Société d'histoire du Cap-de-la-Madeleine, Société des amis du vieux moulin de Trois-Rivières, Archives du Séminaire de Trois-Rivières, Archives de l'évêché de Trois-Rivières, Archives des Ursulines.

## Voir aussi

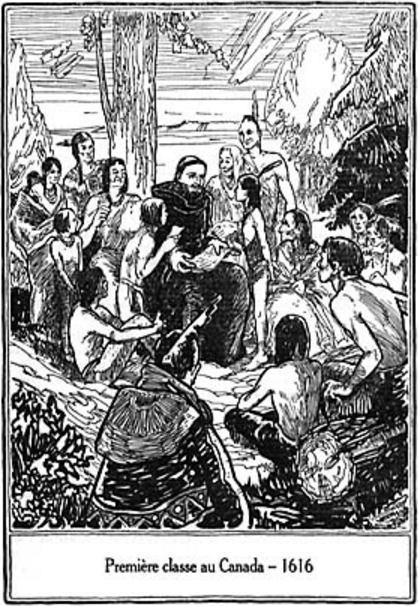
Première classe au Canada.
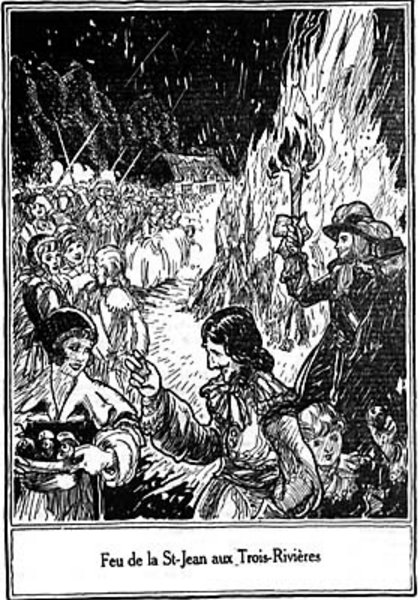
Feu de la St-Jean aux Trois-Rivières.
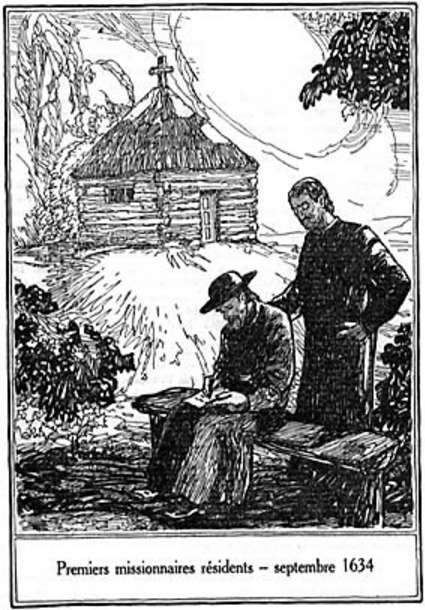
Premiers missionnaires résidents.
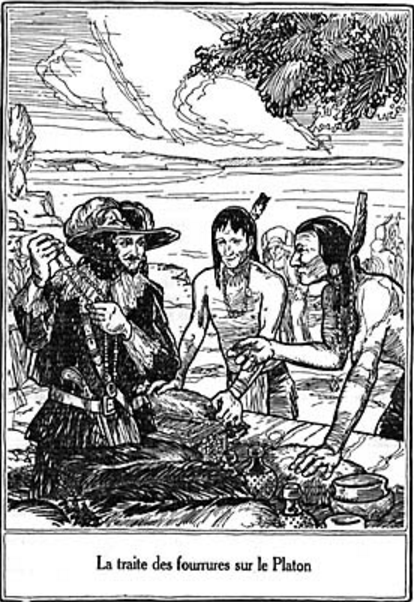
La traite des fourrures sur le Platon.
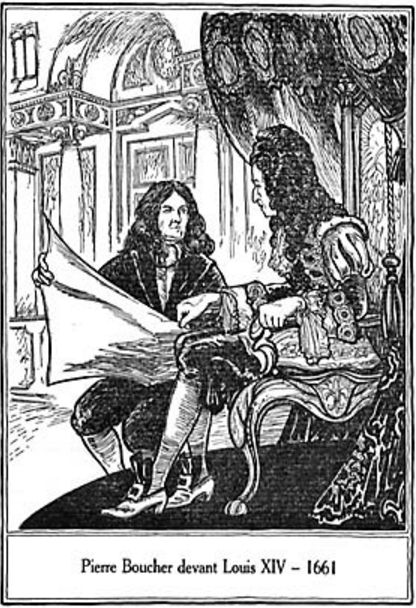
Pierre Boucher devant Louis XIV.
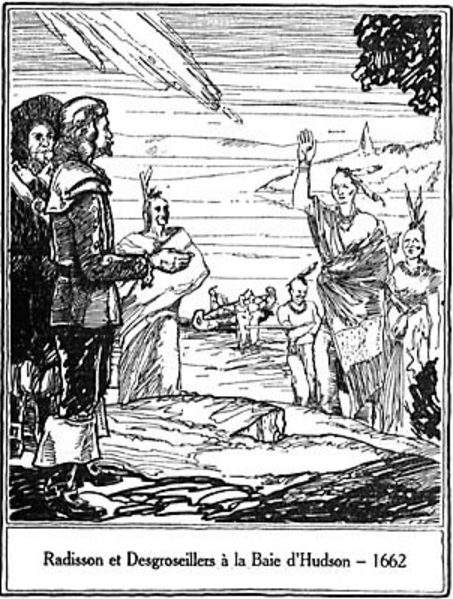
Radisson et Desgroseillers à la Baie d'Hudson.
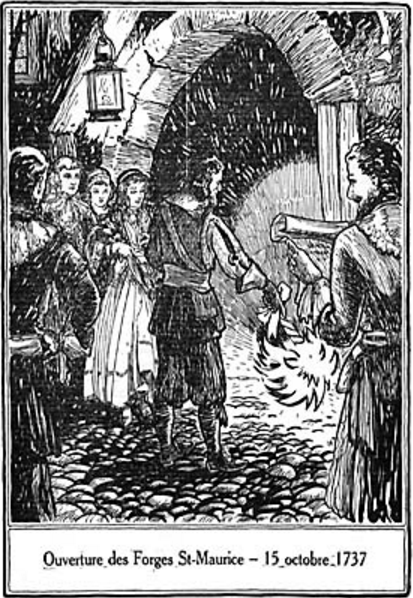
Ouverture des Forges St-Maurice.

## Cartes et plans de Trois-Rivières
| Année | Titre | Caractéristiques | Illustration |
| ----- | --- | --- | ------------ |
| 1685  | « Les 3 rivieres », plan, par anonyme | Au verso: « Envoyé par M. de Nonville, 13 novembre 1685 ». Échelle 14 cm pour 100 toises [1/1 392e]. Dessin à la plume aquarellé sur papier, format 24,2 cm x 33,3 cm, Archives nationales de France, Collection Archives nationales d'outre-mer, Dépôt des Fortifications des Colonies, Cote : FR CAOM 03DFC459C |              |
| 1704  | « Plan de la ville des 3 rivières levé en l'année 1704 », plan cadastral, par Jacques Levasseur de Néré | Plan cadastral détaillé montrant l'ancienne et la nouvelle enceinte projetée, les édifices publics et les habitations. En plus d'une légende sous le titre, une colonne de «renvoi» à droite du plan indique les noms des propriétaires. Le mémoire no 460 de Levasseur de Néré accompagne ce plan. Échelle 9,8 cm pour 70 toises [1/1 392e]. Dessin à la plume aquarellé sur papier, format 40,7 cm x 56,7 cm, Archives nationales de France, Collection Archives nationales d'outre-mer, Dépôt des Fortifications des Colonies, Cote : FR CAOM 03DFC461B |              |
| 1709  | Vue de Trois-Rivières, par Catalogne et Decouagne | |              |
| 1709  | Suitte du gouvernement des trois rivieres qui comprent en descendant le fleuve Saint-Laurent depuis la sortie du lac Saint-Pierre jusqu'à Ste. Anne. levée en 1709 par les ordres de Monseigneur le Comte de Ponchartrain commandeur des ordres du Roy ministre et secrétaire d'estat / par le Sr. Catalogne lieutenant des troupes ; et dressée par Jean Baptiste Decoüagne | |              |
| 1721  | « Vue de la ville de Trois-Rivières en Canada », par anonyme | Dessin à la plume aquarellé sur papier, format 20,8 cm x 42,7 cm, Archives nationales de France, Collection Archives nationales d'outre-mer, Dépôt des Fortifications des Colonies, Cote : FR CAOM 03DFC464C |              |
| 1760  | Vue de Trois-Rivières, par British Magazine | |              |
| 1784  | Vue de Trois-Rivières, par James Peachy | |              |
| 1815  | Plan, par Bouchette | |              |
| 1881  | Vue à vol d’oiseau | |              |
| 1888  | Plan d’assurances, par Goad | |              |